# Liste de résistants alsaciens
Cet article contient une liste, non exhaustive, des résistants Alsaciens qui se sont opposés à la nazification et à l'annexion de fait de l'Alsace pendant la Seconde Guerre mondiale.

## Le contexte

### Annexion
Les Nazis veulent former le Grossdeutschland, à savoir regrouper tous les territoires de langue allemande ou considérés comme tels, donc les Sudètes, l'Autriche, le Luxembourg, la Prusse-Occidentale et bien sûr l'Alsace-Moselle.
La convention d'armistice du 22 juin 1940 ne fait aucune allusion à l'Alsace et la Moselle qui restent donc juridiquement territoires français. L'annexion de l'Alsace, au territoire allemand, se fait de facto et non de jure, donc au mépris du droit international le 18 octobre 1940 par un décret de Hitler dont la publication fut interdite. Elle devient le CdZ-Gebiet Elsass, et associée au Gau de Bade, forme le Gau Baden-Elsaß, c’est-à-dire « Gau (pays) de Bade-Alsace », également appelé Gau Oberrhein « Gau du Rhin-Supérieur ». La frontière de 1870 entre la France et l'Allemagne est rétablie.
L'Allemagne nazie fait une distinction entre l'Alsace et le reste de la France. L'Alsace est donc le seul territoire français à avoir accueilli un camp de concentration nazi, celui de Natzweiler-Struthof et un camp de sureté, celui de Vorbruck-Schirmeck.
L'Allemagne entreprend la germanisation et la nazification de l'Alsace. La législation allemande est progressivement introduite. En 1940, 30 000 personnes, majoritairement francophiles, sont expulsées. L'usage de la langue française est interdit, les prénoms, toponymes et patronymes d'origine romane systématiquement germanisés. Tout ce qui rappelle la France est détruit (600 monuments, 300 plaques commémoratives). Les associations sont dissoutes et remplacées par des organismes ou formations du parti nazi auquel les Alsaciens sont poussés à adhérer. Les postes les plus importants sont tenus par les Allemands.
À partir du 25 août 1942, les jeunes Alsaciens sont incorporés de force dans la Wehrmacht, devenant ainsi des Malgré-nous ou Malgré-elles. Le refus de l'incorporation entraine la déportation ou l'internement de la famille dans le cadre de la Sippenhaft « responsabilité du clan » ou « de la parenté ».
Ces mesures engendrent une résistance massive de la population à la germanisation et à la nazification.

### Une résistance spécifique
La résistance en Alsace est particulière car il s'agit d'une résistance à l'occupant en territoire annexé. Toute action ou attitude hostile à la germanisation ou portant atteinte au prestige ou à l'effort de guerre allemand est considérée comme un acte de trahison. Pour les Allemands, un résistant alsacien n'est pas un adversaire mais un traître. Il est jugé par le Volksgerichtshof « le tribunal du peuple » ou le Reichskriegsgericht « cour martiale du Reich ». Le Chef de l'Administration Civile (Gauleiter) et représentant du Reich, Robert Wagner, définit ainsi la résistance alsacienne :

« Si un Alsacien vient et me déclare : je ne suis pas allemand, mais français, c'est-à-dire que je me considère comme Français ; je ne puis que lui dire : Tu n’es pas un Français, tu es un traître allemand. Tu es un traître à ton nom, à ta langue, à ta nationalité, à ton sang, bref à ta propre nature, à ta destinée (…). Aussi devras-tu comprendre qu’on se débarrasse rapidement de toi, comme aujourd’hui dans le monde entier on se débarrasse rapidement de tous les traîtres »

— Gauleiter Robert Wagner dans son discours du 28 mars 1943 à Strasbourg
Avec la nouvelle frontière, les relations avec les services de renseignements de Vichy, de la France libre ou des alliés sont difficiles. Les informations et les renseignements passent principalement par la Suisse, mais aussi par la Franche-Comté, Paris et Saint-Dié-des-Vosges.
L'Alsace étant intégrée au Troisième Reich, les Alsaciens se déplacent librement en Allemagne où ils recueillent des renseignements de tout premier ordre et participent aux évasions telle celle du général Giraud mais aussi à celles de nombreux prisonniers de guerre et réfractaires alsaciens.

## A
- Haut – A
- B
- C
- D
- E
- F
- G
- H
- I
- J
- K
- L
- M
- N
- O
- P
- Q
- R
- S
- T
- U
- V
- W
- X
- Y
- Z

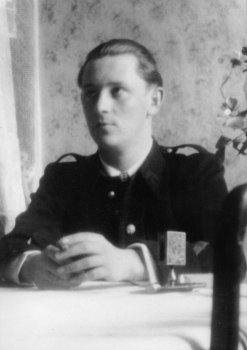
André Aalberg en tenue militaire

- André Aalberg en tenue militaireAndré Aalberg (résistant de l'intérieur), né le 5 juin 1913 à Sainte-Marie-aux-Mines et mort de ses blessures le 15 octobre 1943 (à 30 ans), est un sergent dans l'Infanterie Coloniale. Il participe, pendant la drôle de guerre, à de nombreux coups de main, au sein des corps francs, sur la frontière allemande. Pendant la campagne de France, il est blessé et fait prisonnier, mais s'évade et rejoint le sud de la France où il se porte ensuite volontaire pour l'Indochine. Il déserte lors d'une escale à Dakar pour rejoindre les Forces Françaises Libres, mais il est arrêté et ramené en France en avril 1941 et condamné par le tribunal militaire de Clermont-Ferrand à un an de prison avec sursis. À sa sortie de prison, il rejoint le réseau Mithridate, il en devient l'un des responsables. Le 23 mars 1943, il est condamné par contumace à trois ans de prison pour « atteinte à la sûreté extérieure de l’État ». Il emprunte l'identité d'un milicien, Lucien Navarron, de Chabreloche. Dénoncé, il est arrêté à Clermont-Ferrand le 10 octobre 1943. En tentant de s'évader, André Aalberg est blessé au ventre et meurt cinq jours plus tard de ses blessures. Il est inhumé sous le pseudo de Lucien Navarron, car les autorités allemandes s'opposent à son identification.

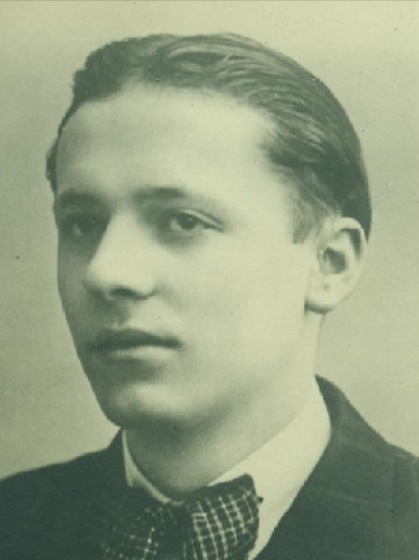
Alphonse Adam, responsable du Front de la Jeunesse d'Alsace (FJA)

- Alphonse Adam, responsable du Front de la Jeunesse d'Alsace (FJA)Alphonse Adam (résistant déporté), né le 9 décembre 1918 à Schiltigheim et mort fusillé le 15 juillet 1943 (à 24 ans) à Strasbourg, refuse d'entrer dans la fonction publique nazie, il participe à une filière d'évasion de prisonniers de guerre puis organise le Front de la Jeunesse d'Alsace (FJA) qui diffuse des tracts appelant la jeunesse alsacienne à lutter contre le nazisme. Il est arrêté le 17 janvier 1943 par la Gestapo alors qu'il tentait de rejoindre la Suisse.

- Micheline Adam (résistante déportée), épouse Kieffer, née le 6 octobre 1923 à Strasbourg est employée à la section de la police administrative de l'administration civile d'Alsace. Elle est membre du groupe FJA dont son frère, Alphonse Adam, est un des fondateurs. Elle profite de son poste pour faire des copies des documents secrets qui passe entre ses mains. Elle dérobe des cachets officiels qui permettent au groupe de faire de faux papiers. Lors du démantèlement du groupe, elle est arrêtée, le 8 janvier 1943, par la Gestapo et internée au camp de sûreté de Vorbruck-Shirmeck puis libérée le 22 février 1943.
- Robert Adam (résistant interné), né le 4 janvier 1925 à Schiltigheim, est étudiant à la faculté de médecine de l'Université de Strasbourg. Il appartient à l'organisation clandestine la Main noire. En mai 1941, avec André Mathis, Lucien Entzmann, Xavier Nicoles et des membres de la Feuille de Lierre, il peint les boites aux lettres de la Reichpost strasbourgeoise aux trois couleurs nationales françaises. Le 13 août 1941, lors du démantèlement de la Main noire, il est arrêté par la Gestapo à Strasbourg et interné à Kehl. Le  10 octobre 1941, il est transféré au camp de sûreté de Vorbruck-Schirmeck. Il est libéré le 2 avril 1942.
- Robert Adolf (résistant déporté), né le 13 février 1917 à Drusenheim, est ingénieur des travaux publics. En 1944, il fait partie des 42 officiers de réserve alsaciens déportés au camp de concentration de Neuengamme pour avoir refusé de s'engager dans la Waffen SS. Il meurt le 16 décembre 1944 au Kommando de Brême-Farge.

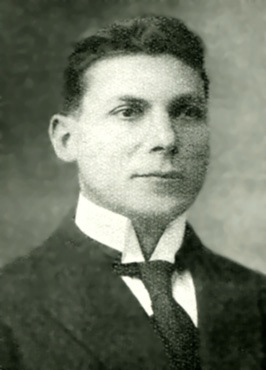
Charles Émile Altorffer vers 1919

- Charles Émile Altorffer vers 1919Charles Émile Altorffer (résistant de l'intérieur), né à Wœrth le 30 janvier 1881 et mort à Strasbourg le 6 août 1960 (à 79 ans), est un pasteur, fonctionnaire et homme politique alsacien. En 1939, il est directeur des services des réfugiés d'Alsace-Lorraine à Périgueux et entre dans la Résistance où il est très actif. Il reprend la direction des œuvres sociales juives après leur fermeture par la Gestapo et répartit l'argent clandestinement transporté depuis Lyon[4]. Fin 1940, Charles Altorffer devient délégué du gouvernement français auprès de la commission d'armistice. Pierre Laval le charge de traiter avec les Allemands le rapatriement de tout le patrimoine alsacien évacué en France de l'intérieur. Il trouve tous les prétextes pour freiner cette mission. En février 1944, le rabbin Victor Marx meurt. Charles Altorffer s'assure que la communauté juive puisse réaliser ses obsèques sans intervention des Allemands[2].

- Joseph Arnold (déporté politique), né le 19 mars 1916 à Haguenau, est un cultivateur. Le 19 avril 1943, il est arrêté par les Allemands en gare d'Haguenau pour avoir brandi un drapeau français, dans le train le conduisant en Allemagne, lors de son incorporation de force dans la Wehrmacht. Il est interné le 23 au camp de sûreté de Vorbruck-Schirmeck. Le 27 août 1943, il est jugé par le Sondergericht à Strasbourg et condamné à une peine de deux années de réclusion pour Zersetzung der Wehrkraft (« Affaiblissement de la force armée »). Le 14 septembre 1943, il est transféré à la maison centrale d'Ensisheim. Le 21 septembre 1944, il est déporté au camp de concentration de Vaihingen sur l'Enz un camp annexe de celui de Natzweiler-Struthof. Il est libéré en avril 1945 et rapatrié en France le 11 mai 1945[2].
- Marie Aveline (déporté politique), née Schuler le 5 novembre 1881 à Haguenau, habite Ottange. Elle est arrêtée par la Gestapo pour avoir aidé à la désertion de son fils qui s'est fait prendre par les douaniers allemands entre Ottange et Aumetz. Elle est jugée par le Sondergericht (« tribunal d'exception ») le 18 septembre 1943 à Metz. Elle est déportée le 19 janvier 1944 au camp de concentration de Ravensbrück où elle décède le 31 janvier 1945. Son fils Joseph-Jacques Avelin est condamné à 8 ans de prison pour désertion et survivra à la guerre[5].

## B
- Haut – A
- B
- C
- D
- E
- F
- G
- H
- I
- J
- K
- L
- M
- N
- O
- P
- Q
- R
- S
- T
- U
- V
- W
- X
- Y
- Z

- Émile Baas, né à Guebwiller le 3 mars 1906, est un enseignant de philosophie et essayiste français. Il refuse de prêter le serment de fidélité au Führer exigé dans la fonction publique en Alsace germanisée et nazifiée. Il est muté à Rodez où il est très actif auprès des réfugiés d'Alsace Moselle. Dans le cadre des« paroisses universitaires », il crée et anime les « Carrefours des Tilleuls » où les jeunes Alsaciens-Mosellans apprennent la situation de leur région, ce qu'est l'idéologie le nazisme et pourquoi il faut la combattre. De nombreux membres du Groupe mobiles d'Alsace Sud (GMA Sud) puis de la Brigade indépendante Alsace Lorraine (BIAL) y participeront comme Antoine Ancel-Diener, Adelphe Peltre ou Bernard Metz l'organisateur du GMA Sud et le la BIAL. Après la guerre, Bernard Metz, dans son rapport d'activité de résistant, fait référence au rôle d’Émile Baas dans la formation intellectuelle et la motivation des résistants alsaciens-mosellans.

- Émile Blaes (résistant déporté), né le 24 septembre 1915 à Vœllerdingen, est magistrat. En 1944, il fait partie des 42 officiers de réserve alsaciens déportés au camp de concentration de Neuengamme pour avoir refusé de s'engager dans la Waffen SS. Il est libéré par l'armée britannique le 15 avril 1945.

- Le docteur vétérinaire, Charles Bareiss (résistant déporté), né le 4 octobre 1904 à Mulhouse et mort le 24 septembre 1961 (à 56 ans) à Dabo, organise et fusionne une partie de la résistance alsacienne en un seul mouvement qui prend le nom de « Gaullistes d'Alsace et de Lorraine ». Puis il développe son organisation clandestine qui s'étend sur toute l'Alsace et a des antennes jusqu'en Lorraine et au Luxembourg. Il est arrêté par les Allemands en 1942.

- Jérôme Barth (résistant de l'intérieur), né le 8 septembre 1922 à Strasbourg, est évacué avec sa famille à Périgueux. Il rejette l'annexion de fait de l'Alsace. En avril 1941, il s'engage au titre du 26e régiment d'infanterie. Le 1er mai 1943, il est sergent et mit en congé d'armistice. Il devient employé des PTT à Périgueux et intègre L'Organisation de Résistance de l'armée (ORA) où il est agent de liaison. En septembre 1943, il est secrétaire au sein du service des gardes-voies. Son poste lui permet de participer aux sabotages des voies ferrées. Le 6 juin 1944, il entre dans la clandestinité et rejoint le Groupe-Franc Martial où il prend le commandement d'un groupe de combat. Le 5 juillet 1944, il est blessé au combat et soigné dans un hôpital du maquis mis en place par le professeur René Fontaine. Au sein des Forces françaises de l'intérieur (FFI), il participe, avec le grade de sergent-chef à la Libération de Périgueux, puis de la poche de La Rochelle au sein du 26e régiment d'infanterie dans lequel il s'est engagé pour la durée de la guerre. Mal remis de ses blessures, il est démobilisé le 8 février 1946.

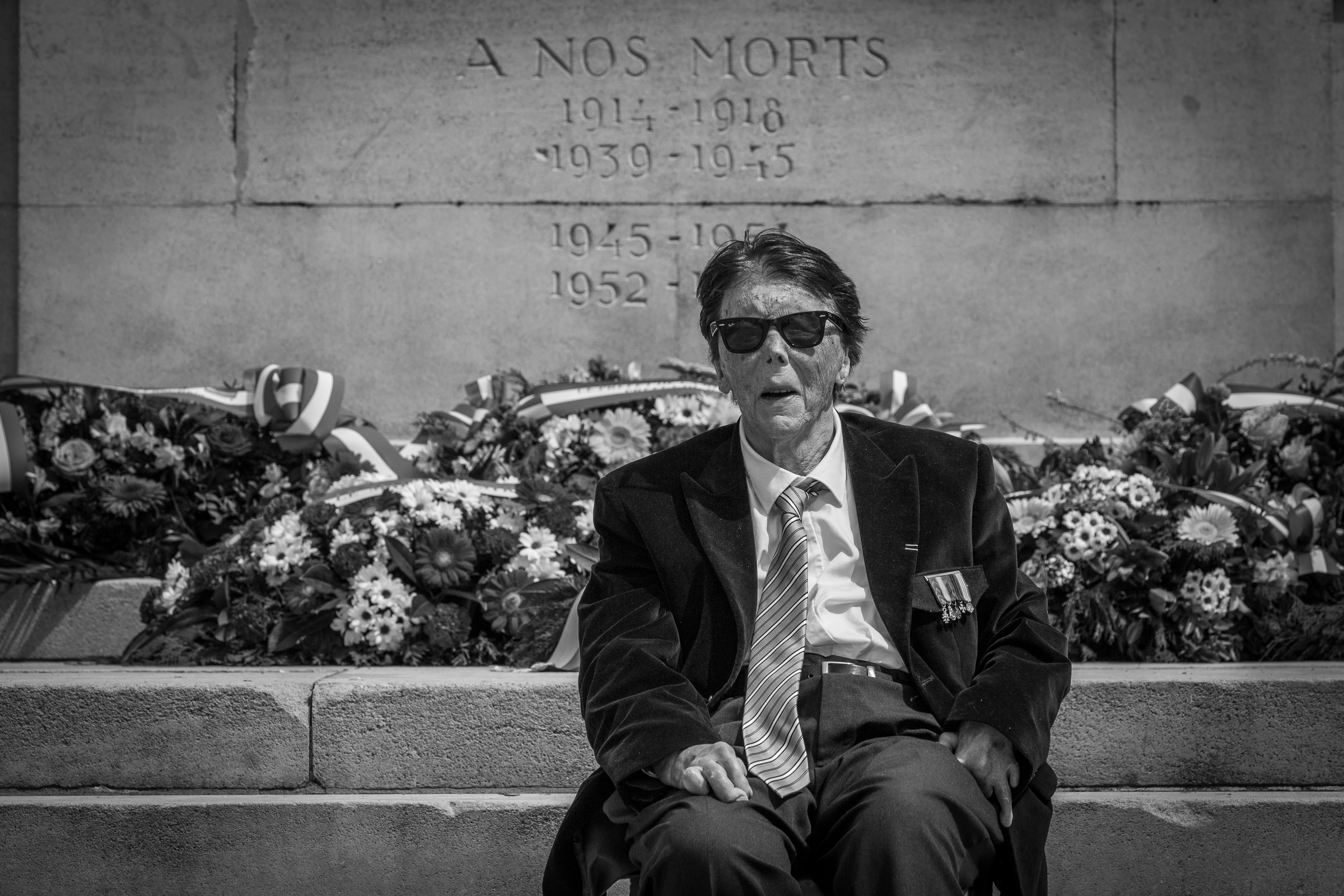
Jean-Jacques Bastian devant le monument aux morts de Strasbourg en 2015.

- Jean-Jacques Bastian devant le monument aux morts de Strasbourg en 2015.Jean-Jacques Bastian alias « Franzmann » (incorporé de force, résistant déporté), né le 10 juillet 1924 à Nancy, est aspirant géomètre-cartographe, stagiaire au service du remembrement du cadastre à Strasbourg. Il appartient à l'organisation clandestine la Main noire dont il est à l'origine du nom. Il est chargé de préparer les opérations du groupe. Avec Aimé Martin, il fabrique des explosifs artisanaux. Lors du démantèlement de la Main noire, il est arrêté par la Gestapo le 18 juillet 1941 et condamné à six mois de détention par le Sondergericht « tribunal d'exception ». Il est libéré, le 20 octobre 1942, pour être incorporé de force au 53e régiment d'artillerie lourde motorisée. Il est affecté sur le front de l'Est. Soupçonné à juste titre, avec d'autres malgré-nous, d'actes de résistance au sein de son régiment, il est, volontairement, très grièvement brûlé par un sous-officier allemand qui piège la pièce où dorment les malgré-nous du régiment. Deux ans après la fin de la guerre, il est toujours hospitalisé[6].

- Paul Batiment (résistant de l'extérieur et compagnon de la Libération), né le  7 octobre 1920 à Strasbourg et « Mort pour la France » à Baccarat le 1er novembre 1944 (à 24 ans)) est un officier de carrière. Il est en classe préparatoire pour intégrer l'École spéciale militaire de Saint-Cyr au moment où la Seconde Guerre mondiale éclate. Il refuse l'annexion de l'Alsace par le 3e Reich. Le 21 juin 1940, à Saint-Jean-de-Luz, il s'embarque pour l'Angleterre où il s'engage dans les forces françaises libres le 1er juillet 1940. Il intègre un peloton d'élèves aspirant et en sort parmi les premiers. Il est affecté en Afrique-Équatoriale française en juin 1941. Il stationne dans plusieurs postes avant de rejoindre le Régiment de tirailleurs sénégalais du Tchad. Le 24 mars 1944, lors de la campagne de Tunisie, il repousse à la grenade une attaque allemande dirigée contre son groupe de mortiers. Son régiment est intégré à la 2e division blindée en cours de création au Maroc. Le 25 juin 1943, il est nommé lieutenant et muté au Régiment de marche du Tchad. Il prend part à la bataille de Normandie, puis à la libération de Paris où il se distingue avec sa section en mettant hors de combat un grand nombre d'ennemis et en détruisant plusieurs véhicules. Pendant la campagne de Lorraine, à Baccarat, le 1er novembre 1944, à la tête de sa section, il est pris sous un violent tir d'artillerie. Blessé une première fois, il refuse d'être évacué et continue le combat. Il est touché une seconde fois et évacué par ses hommes. Il succombe à ses blessures et il est inhumé à Moyen.

- Paul Batôt (résistant de l'intérieur), alias « Oncle François », est né le 10 avril 1914 à Bois-le-Sire près de Orbey. En 1939, il est affecté, comme standardiste-colombophile, à l'état-major du secteur fortifié de Colmar. Il est fait prisonnier au Hohneck et s'évade. Il reprend son travail d'électricien. Il est incorporé de force en 1943 mais s'évade ce qui entraine la déportation en Silésie de son épouse Bernadette dans le cadre de la Sippenhaft « responsabilité du clan » ou « de la parenté ». Paul Batôt organise le maquis de Bois-le-Sire au sein du réseau la Septième colonne d'Alsace (Réseau Martial). Après la libération il est travailleur volontaire comme démineur à Orbey, Geiswasser et Metz.
- Daniel Bénédite (résistant de l'intérieur) voir Daniel Ungemach.
- Robert Bildstein (incorporé de force, résistant déporté), né le 24 janvier 1925 à Strasbourg est le fils d'un technicien en électromécanique. Il travaille comme coursier dans une blanchisserie. En mai 1941, alors âgé de 16 ans, il rejoint l'organisation de La Main Noire avec laquelle il coupe régulièrement les câbles téléphoniques de l'armée allemande. Le 28 juillet 1941, il est arrêté par la Gestapo et le 10 octobre 1941, il est interné au camp de sûreté de Vorbruck-Schirmeck. Du 27 au 31 mars 1942, il comparaît devant le Sondergericht (« tribunal d'exception ») de Strasbourg, qui le condamne à trois mois de prison et à une peine éducative de redressement. Le 25 juin 1943, il est incorporé de force au Reichsarbeitsdienst (« Service du travail du Reich (RAD) »), puis dans la Wehrmacht[7].
- Lucien Binnert (résistant déporté), né le 17 juillet 1917 à Munster, est instituteur. En 1944, il fait partie des 42 officiers de réserve alsaciens déportés au camp de concentration de Neuengamme pour avoir refusé de s'engager dans la Waffen SS. Il meurt le 14 avril 1945 au camp de Sandbostel.

- René Birr, né le 2 novembre 1922 à Réguisheim (Haut-Rhin) et mort exécuté le 1er juin 1943 (à 20 ans) à Stuttgart (Wurtemberg, Allemagne), est un cheminot, responsable de la Jeunesse communiste de Réguisheim puis l'un des dirigeants du Parti communiste clandestin. Il organise les FTP dans le Haut Rhin. Arrêté en mai 1942, il est décapité à la hache, le 1er juin 1943 à Stuttgart.

- Pierre, Georges Bernheim (résistant de l'intérieur), né le 31 août 1884 à Mulhouse et « Mort pour la France » le 20 août 1944 (à 59 ans) à Bron, travaille aux Papeteries de Roanne où il habite. En novembre 1941, il adhère au mouvement Franc-Tireur. Il en devient le responsable pour la ville. Il y crée des groupes de sabotage et participe au développement du journal Franc-Tireur. En janvier 1943, il devient le responsable des Mouvements unis de la Résistance (MUR) pour Roanne. Il est recherché par la Gestapo et doit fuir à Lyon où il crée un réseau de renseignements militaire dépendant de celui des Forces Françaises libres (Gallia). En janvier 1944, il est nommé chef national du Service de Renseignements militaires du Mouvement de libération nationale (MLN) qui remplace les MUR. En août 1944, à Lyon, il est arrêté et torturé, mais ne parle pas. Le 20 août 1944, il est fusillé, avec une partie de ses hommes, sur le terrain d'aviation de Bron. Son épouse, arrêtée en même temps que lui et qui appartient aussi à la résistance, est brûlée vive lors du massacre du fort de Côte-Lorette.

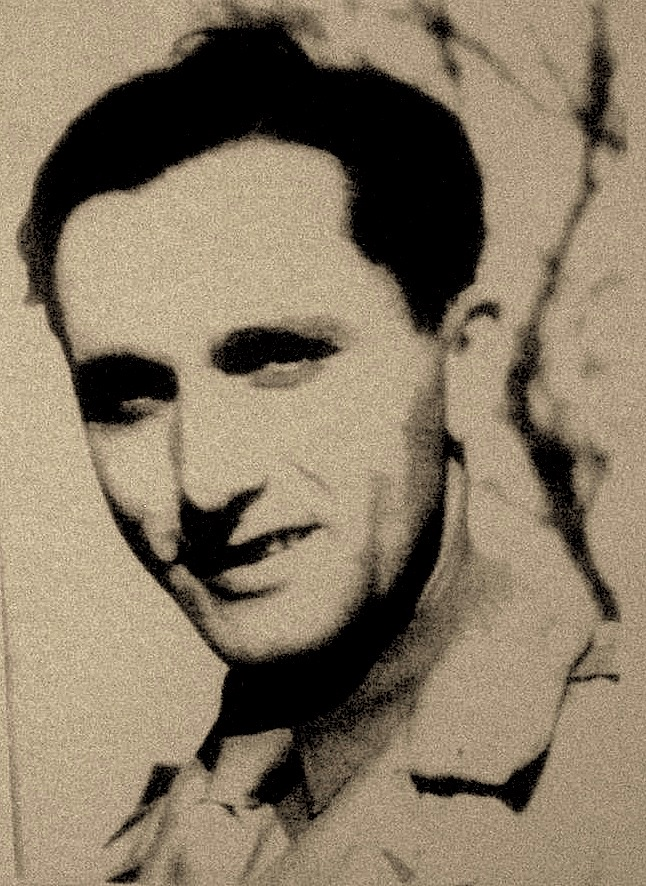
Pierre Bockel en 1944.

- Pierre Bockel en 1944.Pierre Bockel (résistant de l'intérieur), né le 3 octobre 1914 à Saint-Amarin et mort le 13 août 1995 (à 80 ans) à Strasbourg est un prêtre catholique du diocèse de Strasbourg, écrivain et journaliste français. Il est également théologien et écrivain, aumônier de la Brigade Alsace-Lorraine auprès d’André Malraux, fondateur et directeur de la revue Bible et Terre sainte, ancêtre de la revue Le Monde de la Bible, aumônier des étudiants de Strasbourg de 1953 à 1968, archiprêtre de la cathédrale de Strasbourg de 1967 à 1986, chanoine titulaire du Chapitre de la cathédrale de Strasbourg, et Prélat d’honneur de Sa Sainteté. Il est honoré par l’État d’Israël du titre de « Juste parmi les nations » en 1988.

- Jules Bollenbach (résistant déporté), né le 6 mai 1914 à Algolsheim, est instituteur avant la guerre puis comptable depuis l'annexion de fait de l'Alsace. En 1944, il fait partie des 42 officiers de réserve alsaciens déportés au camp de concentration de Neuengamme pour avoir refusé de s'engager dans la Waffen SS. Il est transféré au camp de concentration de Ravensbrück où il meurt le 11 avril 1945.

- André Bord (résistant de l'intérieur), né le 30 novembre 1922 à Strasbourg (Bas-Rhin) et mort le 13 mai 2013 (à 90 ans)  à Holtzheim (Bas-Rhin), est un homme politique français. Réfractaire à l’incorporation de force lors de l’annexion de l’Alsace par les Nazis, il intègre les réseaux « Andalousie » et « Martial ». Il est arrêté en 1943 mais s'évade. Il participe à la création de la brigade Alsace-Lorraine d’André Malraux et avec elle aux combats de la libération de l’Est de la France. Il termine la guerre par la Campagne d’Allemagne.

- Joseph Nicolas Edmond Borocco (résistant déporté) est un homme politique français, né à Colmar (Haut-Rhin) le 3 août 1911 et mort dans la même ville le 13 juillet 1990 (à 78 ans). Il dirige avec Joseph Rey des réseaux de résistants colmariens. Il est en liaison étroite avec les organisations similaires, dirigées à Mulhouse par Maître Lucien Braun, Achille Bey, Auguste Riegel et celle de Louis Bellini à Bollwiller. Au moment d'être arrêté, il s'évade d'Alsace et s'engage dans le Groupe Mobile d'Alsace (GMA Suisse) qui devient le 1er B.C.P.  au sein de l'armée française. Il participe, avec son unité, à la libération de l'Alsace. Il est le frère de Marie Christophe Robert Borocco.

- Marie Christophe Robert Borocco (résistant déporté), né à Colmar le 17 mai 1909 et mort le7 février 1971 (à 61 ans) dans la même ville, est un diplomate et résistant français. Dès février 1941 il rejoint le réseau Uranus-Klébert dont il est le chef du secteur de Colmar. Le  15 décembre 1942 à Colmar, il est arrêté lors de la destruction de son réseau et condamné à mort mais il obtient un sursis d'exécution. Il est affecté en juillet 1944 dans un Himmelfahrtskommando « Kommando pour l'ascension au ciel » assurant le déminage des bombes alliées non explosées. Il est envoyé à Cologne, Kassel, Straubing. Le 29 juillet 1944 il échappe de justesse à la mort en dégageant une bombe. Il est libéré, le 1er mai 1945, par l'armée américaine. Il est le frère de Joseph Nicolas Edmond Borocco.

- Joseph Bossenmeyer (résistant déporté), né le 19 mars 1915 à Haguenau, est Maître relieur. Le 2 juillet 1940, il est fait prisonnier par les Allemands, puis libéré le 9 en qualité d'Alsacien « de souche allemande ». Dès août 1940, il organise un groupe de passeurs sur Haguenau qui viennent en aide aux prisonniers de guerre évadés. Début 1941, il adhère, avec son groupe, au réseau du docteur Charles Bareiss et devient responsable du secteur de Haguenau. Il rajoute le renseignement à son activité clandestine. Dans le cadre du démantèlement du réseau Bareiss, il est arrêté par la Gestapo le 3 juillet 1942 et  interné à Offenbourg  puis Kehl. Il est jugé, du 4 au 10 mars 1943 à Strasbourg par le Reichskriegsgericht (« tribunal militaire du Reich ») qui le condamne à la peine de mort pour intelligence avec l'ennemi. Il est déporté le 6 juillet 1943 à Bruchsal. Sa peine est commuée en peine de prison par Hitler le 15 août 1943. Il est transféré le 2 décembre 1944 à Ludwigsburg puis le 30 décembre 1944 à Zwickau. Le 17 avril 1945, il est libéré par l'armée américaine le  et rapatrié en France le 19 mai 1945[5].
- Arthur Bossler (résistant de l'intérieur), né le 6 janvier 1906 à Lutterbach, est un employé de la ville de Strasbourg. Au début de la Seconde Guerre mondiale, il est militaire dans l'armée de l'air française. Lorsqu'il est rayé des cadres de l'armée d'armistice le 1er avril 1941, il rejoint sa famille à La Robertsau où il est à l'origine de plusieurs filières d'évasion de prisonniers de guerre. Recherché par la Gestapo, il continue son activité de résistant et rejoint le réseau Ajax en Alsace. En 1944, il rejoint les Forces françaises de l'intérieur (FFI). Il est responsable du secteur de La Robertsau. En janvier 1945, il participe à la tête de ses hommes aux combats du Port au Pétrole et du Parc de l'Orangerie où il est blessé.

- René Brecheisen (résistant déporté), né le 23 octobre 1904 à Strasbourg, est restaurateur et propriétaire du « Coq de Bruyère » situé 59 avenue de la Forêt-Noire. Avec le soutien de son épouse Alice, il est un des fondateurs avec Albert Ott, Joseph Deiber et Charles Strohl d'une filière d'évasion dont son restaurant est le refuge pour les fugitifs. À la suite d'une dénonciation, il est arrêté par la Gestapo le 26 mars 1942 à Strasbourg puis transféré le 12 mai 1942 au camp de sûreté de Vorbruck-Schirmeck et le 21 janvier 1943 à nouveau à Strasbourg. Il est jugé par le Volksgerichtshof (« le tribunal du peuple »), les 6 et 7 août 1943 à Strasbourg et condamné à une peine de 10 années de pénitencier pour haute trahison. Il est déporté le 13 septembre 1943 à Ludwigsburg puis le 4 avril 1944 à Siegburg où il meurt en déportation le 4 février 1945.

- Lucien Brisbois (résistant de l'intérieur), né le 6 avril 1922 à Zinswiller, commence ses études au collège épiscopal Saint-Étienne dans les années 1930 puis devient séminariste. En novembre 1941, il s'évade d'Alsace annexée de fait pour échapper au Reichsarbeitsdienst (RAD). Près de trois ans plus tard, à partir de Vic-Fezensac, il rejoint la Brigade Indépendante Alsace-Lorraine (BIAL) dans le bataillon Metz, compagnie Kléber. Le 24 novembre 1944, il est mortellement blessé par un éclat d'obus à Courtelevant et meurt à l'hôpital d'Altkrich le 26 novembre[8].

- Jacqueline Bromberger (résistante de l'intérieur) née Levi, le 2 juin 1921 à Strasbourg, quitte l'Alsace en septembre 1939 lors de l'évacuation des frontières avec sa famille pour Rennes. Elle y fait ses deux premières années de Droit. En septembre 1941, elle franchit clandestinement la ligne de démarcation pour rejoindre l'Université française de Strasbourg évacuée à Clermont-Ferrand. Elle y rencontre Jean-Paul Cauchi et intègre son groupe de résistance comme agent de liaison. Elle échappe à la rafle de Clermont-Ferrand du 25 novembre 1943 et rejoint le maquis du Montet dans le Cher[9].
- Hélène Burger (résistante de l'intérieur), née Gutzler le 16 mai 1900 à Mulhouse, est une infirmière bénévole de la Croix-Rouge. Elle sauve de nombreux enfants juifs et reçoit le titre de Juste parmi les nations, le 20 novembre 1980.

- Madeleine Brulé voir Madeleine Loux dans cet article.

## C
- Haut – A
- B
- C
- D
- E
- F
- G
- H
- I
- J
- K
- L
- M
- N
- O
- P
- Q
- R
- S
- T
- U
- V
- W
- X
- Y
- Z

- René Casagrande (déporté politique), né le 29 mars 1924 à Schiltigheim, est arrêté pour des raisons politiques en 1941, dans un premier temps, il est détenu à la Gestapo, rue Sellenick à Strasbourg avant d’être interné au camp de sûreté de Vorbruck-Schirmeck à deux reprises, notamment pour avoir refusé de servir au  Reichsarbeitsdienst (RAD). Il est finalement déporté au camp de concentration de Natzweiler-Struthof en février 1943 où, affecté à la carrière, il se blesse à l'œil. Exceptionnellement, il est envoyé à la clinique ophtalmologique de la Reichsuniversität Straßburg avec deux autres codétenus en octobre 1943 pour « Ajustement d’une prothèse oculaire ». Il est l’un des exemples illustrant les liens inhabituels entre le camp et les cliniques universitaires de Strasbourg pendant la guerre. Une fois guérie il est affecté dans les kommandos annexes du camp de concentration de Natzweiler-Struthof en 1944. Il est abattu « pendant une tentative d’évasion » en octobre 1944 au camp de Schörzingen dans le Jura souabe[10].
- Jean-Paul Cauchi (résistant déporté), parfois orthographié Cauchy, né le 7 septembre 1921 à Mulhouse, est étudiant en Lettres à l'université de Strasbourg repliée à Clermont-Ferrand. Plusieurs groupes de résistance sont présents au sein de l'université. Le professeur Alfred Coste-Floret, du groupe Combat, demande à Jean-Paul Cauchi de créer un groupe de résistants parmi les étudiants. Le mouvement prend le nom de Combat Étudiant. Il organise un certain nombre d’attentats contre les locaux d’organisations collaborationnistes[11]. En 1943, Jean-Paul Cauchi rejoint le réseau Mithridate et le réseau Navarre. Il est trahi par un de ses adjoints Georges Mathieu qui prit une part active à la rafle de Clermont-Ferrand du 25 novembre 1943. Jean-Paul Cauchi échappe à la rafle mais est arrêté le 4 avril 1944 à Paris et déporté à Buchenwald le 2 août 1944. Il est abattu par les Allemands le 18 avril 1945 (à 23 ans)  lors du transfert du camp de Buchenwald, à l'arrivée des troupes américaines[12].

- Raoul Clainchard (résistant déporté), né le 26 août 1920 à Strasbourg, est étudiant à l'Ecole de commerce. Il appartient à l'organisation clandestine dirigée par Charles Bareiss. Il est arrêté par les Allemands le 17 juillet 1942 à Strasbourg, où il est jugé par le Reichskriegsgericht (« tribunal de guerre du Reich »), du 4 au 10 mars 1943, qui le condamne à mort pour intelligence avec l'ennemi. La sentence est commuée en peine de prison par Adolf Hitler le 15 août 1943. Il est déporté à Bruchsal, Siegburg et Hameln où il est libéré par l'armée américaine le 7 avril 1945. Mais, il décède, des suites des mauvais traitements subis en détention, le 26 avril 1945. Pour honorer sa mémoire, ses parents créent la Fondation Raoul Clainchard.

- Jean Claus (résistant de l'intérieur), né le 6 août 1924 à Strasbourg, effectue sa scolarité au lycée Fustel-de-Coulanges avant d'être évacué avec sa famille à Buhl en 1939. Il est expulsé d'Alsace annexée de fait en 1940 vers la région de Périgueux. Il s'engage dans la Marine nationale jusqu'au sabordage de la flotte à Toulon, le 27 novembre 1942 et l'invasion de la zone libre. Il rejoint la Résistance en Dordogne et intègre les réseaux Andalousie et Septième colonne d'Alsace (Martial) en 1943. Il se spécialise dans la fabrication de faux papiers et les liaisons clandestines. En mai 1944, il est arrêté par les GMR de Périgueux mais il s'évade rapidement et rejoint le maquis Ancel. Il participe aux opérations de parachutage et aux combats de libération de Périgueux. En septembre 1944, il s'engage dans la Brigade indépendante Alsace-Lorraine (BIAL) avec le grade de sergent. Il est fait prisonnier lors de l'opération Nordwind en janvier 1945 et libéré en mars. À la démobilisation de la BIAL, il s'engage auprès du colonel Jacquot pour la campagne d'Allemagne et entreprend une carrière d'officier dans l'armée française. Retraité à Buhl, il préside la section Haut-Rhin de l'Amicale des anciens de la BIAL[13],[2].

## D
- Haut – A
- B
- C
- D
- E
- F
- G
- H
- I
- J
- K
- L
- M
- N
- O
- P
- Q
- R
- S
- T
- U
- V
- W
- X
- Y
- Z

- Alice Daul voir Alice Gillig dans cet article.
- Marie-Louise Daul (résistante déportée), épouse Schaeffer, née le 18 janvier 1919 à Strasbourg, est comptable et guide-aînée, cheftaine de louveteaux chez les Scouts de France. Elle est la soeur d'Alice Gillig avec laquelle elle s'engage dans la Résistance au sein du réseau de passeur l'Équipe Pur Sang. Elle est arrêtée par la Gestapo le 21 mars 1942 à Strasbourg. Le 30 avril 1942, elle est internée au  camp de sûreté de Vorbruck-Schirmeck. Le 22 janvier 1943, elle est jugée avec les autres membres du réseau à Strasbourg, par le Volksgerichtshof. Le 26 janvier 1943, elle est condamnée à une peine de huit années de prison pour aide à l'évasion. Le 5 février 1943, elle est déportée à Stuttgart, transférée en novembre 1943 à Francfort-sur-le-Main puis à la maison centrale de Ziegenhain et enfin à Hambourg. Elle est libérée par les alliés en mai et rapatriée en France.

- Joseph Deiber (résistant déporté), né le 24 mars 1898 à La Broque, est le fils d'un propriétaire de scierie à Schirmeck. En 1926, il s'installe à Strasbourg et ouvre une blanchisserie. Réquisitionné par les Allemands pour laver le linge de la Wehrmacht à la caserne Bataille, il noue des contacts avec les prisonniers de guerre français (PG) de corvée. Il leur fournit 250 bleus de travail abandonnés par l'armée française, permettant une évasion spectaculaire de près de 200 hommes qui s'échappent en une nuit par les égouts. À partir d'août 1940, il crée avec René Brecheisen et Charles Strohl une filière d'évasion utilisant les passages de la vallée de Munster et de la Moselle. Arrêté le 25 mars 1942 à Strasbourg et interné au camp de sûreté de Vorbruck-Schirmeck, il est jugé le 9 août 1943 par le Volksgerichtshof de Strasbourg pour aide à l'évasion et condamné à 8 ans de travaux forcés. Déporté successivement à Karlsruhe, Ludwigsburg puis au camp de concentration de Dachau, il est libéré par les Américains le 29 avril 1945 et rapatrié en France le 10 mai 1945[2],[14].
- Ferdinand Dellagnolo ou Dellagnelo (résistant déporté), né le 27 décembre 1915 à Strasbourg, est un agent du réseau Alliance, l'un des plus importants réseaux de renseignement de la Résistance française créé par Georges Loustaunau-Lacau en 1941. Formé à Marseille, il a pour mission de collecter des informations militaires en Alsace annexée de fait et de les transmettre à Londres. La Gestapo l'arrête le 12 novembre 1942 à Strasbourg. Ses interrogatoires révèlent ses contacts avec les dirigeants du réseau : Léon Faye (« Lion ») et Marie-Madeleine Bridou-Méric (« Hérisson »). Cette arrestation déclenche une enquête appelée « l'affaire Dellagnolo » qui conduit au démantèlement du réseau Alliance en deux phases. Le Reichskriegsgericht (« cour martiale du Reich ») le juge et le condamne à mort. Il est exécuté le 21 août 1944 à Heilbronn avec d'autres résistants[2],[15],[14].

- Fernand Demouge (résistant déporté), né le 25 novembre 1925 à Mulhouse, est élève à l'École pratique de Commerce et de l'Industrie de Mulhouse. Il a 15 ans quand, avec des camarades de classe, il crée la Légion C 40 pendant les vacances d'été en 1940. C'est chez lui que s'installe le PC de l'organisation de renseignement et de sabotage. Il est arrêté dans la nuit du 3 au 4 octobre 1940 et interné au  centre de redressement de Sinsheim d'où il est libéré le 17 février 1941. Il recrée, avec certains membres de la Légion C 40, une nouvelle organisation appelée « Mission Z799 » qui édite un mensuel clandestin de huit à dix pages de novembre 1943 à mai 1944. Il est une nouvelle fois arrêté le 9 juin 1944 et libéré le 12.

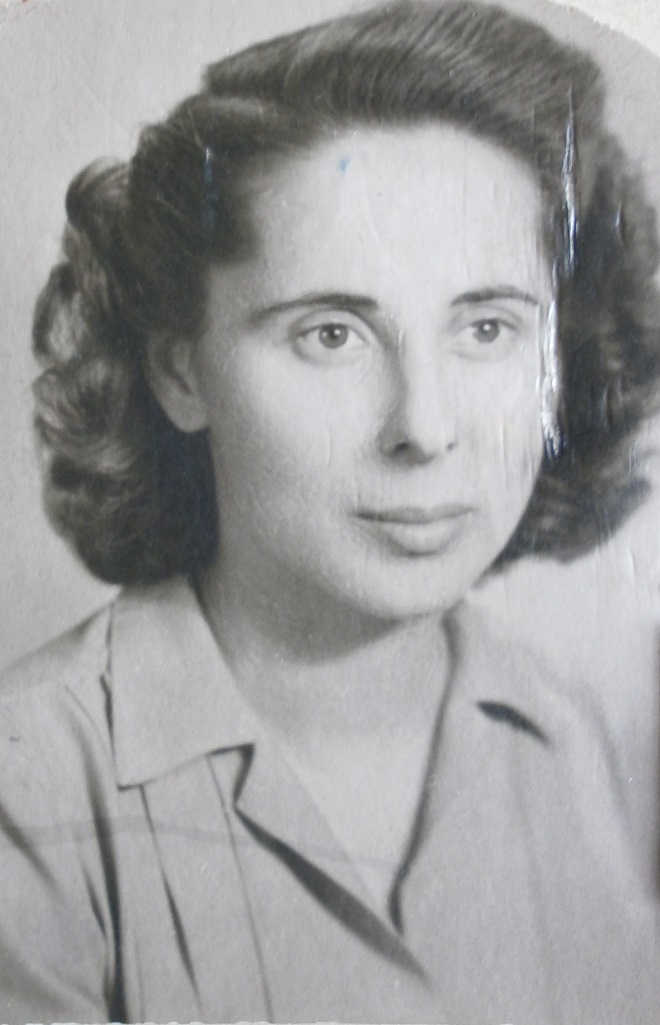
Laure Diebold

- Laure DieboldLaure Diebold (résistante déportée et compagnon de la Libération), alias « Mado », parfois orthographié Laure Diebolt, de son nom de naissance Laure Mutschler, née le 10 janvier 1915 à Erstein et morte le 17 octobre 1965 (à 50 ans) à Lyon, est la secrétaire de Jean Moulin. En 1940, elle adhère à l'organisation clandestine du docteur Bareiss. Repérée, elle s'évade d'Alsace la vielle de Noël 1941 et se réfugie à Lyon où elle entre au réseau Mithridate en qualité d'agent de liaison. En septembre 1942, elle entre au service de Jean Moulin. Elle est affectée au secrétariat de Daniel Cordier. Elle est arrêtée le 24 septembre 1943 et déportée. En avril 1945, elle est libérée par les Américains et rentre à Paris, où elle arrive, très affaiblie, le 16 mai 1945.

- Charles Diederichs, né le 24 août 1923 à Mutzig, habite sa ville natale avec sa famille. En septembre 1939, son père et son frère sont mutés à Sézanne, comme employés SNCF. Après l'annexion de fait de l'Alsace en juin 1940, le reste de la famille est expulsé le 10 décembre 1940 vers Colombes. Charles s'inscrit à l'école de navigation et génie civil à Paris avec une spécialisation en radio. Le 1er septembre 1943, il s'engage dans le réseau Alliance avec le grade de sous-lieutenant. Il est affecté au secteur Ferme-Normandie et rattaché à Jean Truffaut « Tadorne ». Il distribue des tracts, fabrique de fausses pièces d'identité et utilise du matériel radio. La Gestapo l'arrête le 23 mars 1944 chez lui. Interné à Fresnes, puis déporté le 20 mai 1944 comme Nacht und Nebel (« Nuit et brouillard ») au  camp de sûreté de Vorbruck-Schirmeck. Dans la nuit du 1er au 2 septembre 1944, il est transféré avec 105 autres membres d'Alliance au camp de concentration de Natzweiler-Struthof où il est exécuté dans le sous-sol du crématoire et son corps incinéré. Pour ne laisser aucune trace, son décès n'est inscrit ni sur les registres communaux de Natzweiller ni sur ceux du camp[2],[16].

- Jules Dillenseger (résistant déporté), né le 17 février 1902 à Strasbourg, est un chef d'atelier de la Compagnie des Tramways de Limoges. Il adhère à la Septième colonne d'Alsace (réseau Martial). Avec Ernest Huber, et Alphonse Siegrist il recrute des jeunes Alsaciens Lorrains pour former le futur Groupe Mobile Alsace Sud (GMA Sud) dont il est l'un des organisateurs pour le secteur de Limoges. Il commande, avec le grade d'adjudant-chef FFI, la centurie Rocroi (GMA Sud) du 1er mai 1943 au 6 avril 1944, date à laquelle il est arrêté par la Gestapo et interné à Limoges puis Compiègne. Le 21 mai 1944, il est déporté au camp de concentration de Neuengamme. Le 3 mai 1945, lors de l'évacuation du camp, il fait partie des 5 250 déportés morts dans la baie de Lübeck à bord du paquebot Cap Arcona coulé par l'aviation britannique[2].
- Paul Dungler (résistant déporté), né à Thann le 1er mars 1902 et mort le 25 août 1974 (à 72 ans) à Colmar, est un industriel du textile, militant royaliste. Il fonde la Septième Colonne d’Alsace, enregistrée à Londres sous le nom de réseau Martial. Il est un des initiateurs de l’Organisation de résistance de l'armée et à l’origine des Groupes Mobiles d’Alsace.

- Robert Dossinger (résistant déporté), né le 8 juin 1914 à Strasbourg, est directeur d'assurance. En 1944, il fait partie des 42 officiers de réserve alsaciens déportés au camp de concentration de Neuengamme pour avoir refusé de s'engager dans la Waffen SS. Il y meurt le 22 janvier 1945.

- Joseph Dretsch (résistant de l'intérieur), né le 6 janvier 1926 à La Broque, est ouvrier forestier au poste de Wackenbach-Schirmeck. Du 5 septembre 1943 au 2 février 1944, il est mobilisé au Reichsarbeitsdienst (RAD) à Hellenthal. Le 14 avril 1944, il est incorporé de force dans la Wehrmacht et envoyé en Italie près de Parme. Le 9 octobre 1944, il s'évade et rejoint les partisans italiens, de la région. Il combat au sein de la brigade Pablo appartenant au détachement Cervi, un groupe du Corps des volontaires de la Liberté italien. Le 25 avril 1945, il est libéré par l'armée américaine et démobilisé le 9 mai. Il rentre en Alsace en juin[2],[17].

## E
- Haut – A
- B
- C
- D
- E
- F
- G
- H
- I
- J
- K
- L
- M
- N
- O
- P
- Q
- R
- S
- T
- U
- V
- W
- X
- Y
- Z

- Aloyse Eckert (résistant déporté), né le 30 juillet 1905 à Rosheim, est gendarme à la brigade de Provenchères-sur-Fave. Il est fait prisonnier de guerre par les Allemands le 27 juin 1940 à Raon-lès-Leau et  il est libéré le 3 juillet 1940 en qualité d'Alsacien « de souche allemande ». Après plusieurs mutations en Lorraine, il est affecté le 1er mars 1944 à Provenchères-sur-Fave dans une brigade très impliquée dans la Résistance. Il appartient à une filière d'évasion puis au maquis de la Grande-Fosse. À la suite d'une dénonciation il est arrêté par les Allemands le 12 octobre 1944 avec toute sa brigade (sauf un gendarme logé à l'extérieure). Il est détenu à Saales, transféré le 13 au camp de sûreté de Vorbruck-Schirmeck et déporté le 29 octobre 1944 au camp de concentration de Dachau puis fin novembre 1944 à celui d'Auschwitz où il est affecté au Kommando de Gleiwitz. Il meurt en déportation le 28 décembre 1944[2].
- Eric Edenwald (résistant déporté), né le 27 décembre 1909 à Colmar (Haut-Rhin), un policier municipal de Colmar resté en poste au sein de l'administration nazie en Alsace annexée. Il fait partie d'un groupe de résistants au sein de la police colmarienne et du réseau Famille Martin des Forces Française Combattantes (FFC). Il est arrêté le 17 avril 1943 et fusillé le 5 mai 1944 au camp de concentration de Dachau (Allemagne).

- Jean Ehrhard (résistant déporté), né le 18 novembre 1914 à Strasbourg, est enseignant au collège d'Obernai. En 1944, il fait partie des 42 officiers de réserve alsaciens déportés au camp de concentration de Neuengamme pour avoir refusé de s'engager dans la Waffen SS. Il est libéré par l'armée britannique le 2 mai 1945 du camp de concentration de Wöbbelin où il est arrivé le 1er avril 1945. Il rentre à Strasbourg, après avoir été soigné du typhus le 1er juin 1945.

- René Ehrhardt (résistant déporté), né le 1er septembre 1924 à Strasbourg, est élève à l'École pratique de Commerce et de l'Industrie de Mulhouse. Il a 16 ans quand, avec des camarades de classe, il crée la Légion C 40 pendant les vacances d'été en 1940. Il est arrêté dans la nuit du 3 au 4 octobre 1940 et interné au centre de redressement de Sinsheim d'où il est libéré le 17 février 1941. Il est incorporé de force dans la Wehrmacht dont il s'évade au Pays-Bas.

- Paul Engel (déporté politique), né le 2 février 1921 à Strasbourg, évolue comme footballeur au Red Star, club strasbourgeois du quartier de la Kibitzenau. Lors de l'évacuation de 1939, il gagne Périgueux où il intègre l'équipe alsacienne de l'Entente Périgueux-Strasbourg, plus connue sous le nom de Racing Club de Strasbourg. De retour à Strasbourg après 1940, il retrouve le Red Star devenu FC Frankonia sous occupation allemande, puis transformé en Sportgemeinschaft SS Strasbourg. Résistant aux pressions nazies, il refuse l'inscription à l'université de Tübingen et s'évade à la Pentecôte 1941 vers Clermont-Ferrand, où l'université de Strasbourg s'est repliée. Il y décroche une licence de droit. Le 9 mars 1944, il est arrêté avec 300 autres personnes lors de rafles en représailles de l'attentat de la rue Montlosier du 8 mars. Le 4 avril 1944, il transite par le camp de Royallieu avant sa déportation le 8 avril vers le camp de concentration de Mauthausen où il est affecté au Kommando de Melk pour construire une usine souterraine puis à celui d'Ebensee où les forces américaines le libèrent le 6 mai 1945. Il regagne Strasbourg dans un état critique et succombe à ses épreuves le 19 septembre 1946[18].

- Marcelle Engelen (épouse Faber), née le 3 août 1923 à Strasbourg est lycéenne et guide de France (GDF). Elle adhère à la filière d'évasion « Equipe Pur Sang » comme convoyeuse. En janvier 1942, menacée par son appel au Reicharbeitdienst (RAD), elle s'évade d'Alsace et se réfugie à Lyon. Le 19 décembre 1944, elle s'engage en qualité d'infirmière dans l'armée de Terre.

- Lucien Entzmann (résistant déporté), né le 23 janvier 1925 à Strasbourg, est apprenti-droguiste. Il appartient à l'organisation clandestine la Main noire au sein de laquelle, il est très actif. Il fait la connaissance de Xavier Nicole qui leur donne la solution pour pénétrer dans le fort Ulrich-Hoch à Illkirch-Graffenstaden où sont stockées des grenades à main. Après la destruction de la Main noire, il sort de détention le 31 mai 1942 et reprend le combat avec le groupe Schaeffer. Il effectue son service au Reichsarbeitsdienst (RAD) puis il est incorporé de force dans la Wehrmacht le 24 février 1944. Blessé en Lituanie, il profite de sa permission de convalescence à Strasbourg pour se mutiler le pied. Il déserte le 3 septembre 1944 et se réfugie chez un paysan de Goxwiller jusqu'à la Libération[2],[19].
- Edmond Erb (résistant déporté), né le 4 décembre 1922 à Illkirch-Graffenstaden, est dessinateur industriel. Il est un des responsables du groupe de résistants Feuille de Lierre dont il crée la carte de membre. Il est arrêté une première fois par la Gestapo le 28 juillet 1941 et transféré le 5 août 1941 au camp de sureté de Vorbruck-Schirmeck Il est libéré pour être incorporé de force au Reichsarbeitsdienst (RAD) du 17 octobre 1941 au 28 mars 1942. Il est arrêté de nouveau le 12 mars 1943 et envoyé au camp de sureté de Schirmeck, il en sort le 18 mai 1943 pour être incorporé de Force dans la Wehrmacht. Il est affecté au front de l'Est où il est fait prisonnier le 14 août 1944 en Lettonie par l'armée russe. Il est interné au camp de Tambow (Russie). Il en est libéré le 15 octobre 1945.
- Roland Paul Erhart (mort pour la France), né le 31 décembre 1919 à Strasbourg, est un assistant du professeur René Louis Fontaine depuis 1942[20]. Il réalise de nombreuses opérations chirurgicales clandestines dans les maquis ou à l'Hôpital des réfugiés de Dordogne. Le 7 juin 1944, il est arrêté avec les docteurs Bernard Labrue, Claude Schreiber et Delarge par des Francs-tireurs et partisans (FTP) à la suite d'une dénonciation. Ils sont conduits au camp des résistants, au lieu-dit Fer à Cheval sur la commune de Clermont-d'Excideuil. Après un interrogatoire sommaire, ils sont abattus par les FTP. Le 27 juillet 1945, la préfecture de la Dordogne indique que les enquêtes approfondies effectuées par les inspecteurs de la police spéciale de la Dordogne et les services de sûreté de la 20e brigade mobile ont révélé que les accusations, qui ont mené à la mort des médecins, sont dénuées de fondement[21].
- Henri Eschbach, né le 22 janvier 1885 à Ingersheim, étudie le droit à Strasbourg et devient notaire. Il exerce à Colmar de 1913 à 1915. Le 15 janvier 1920, il est nommé président du tribunal administratif d'Alsace et de Lorraine. Il œuvre pour l'introduction du droit français tout en respectant la législation locale. En juin 1940, il assume les fonctions de secrétaire général de la préfecture du Bas-Rhin repliée à Lutzelhouse. Il est arrêté par les Allemands et révoqué. En 1942, il participe activement à l'évasion de son ami Robert Schuman. À la Libération, il retrouve ses fonctions à la tête du tribunal administratif, puis devient conseiller d'État en 1954. Il représente la France dans diverses commissions internationales, notamment sur le règlement des questions liées à la guerre et à l'occupation jusqu'en 1957. Parallèlement, il préside plusieurs commissions juridiques (répartition de crédits aux proscrits, internés civils, épuration des entreprises). Il meurt le 18 septembre 1972 à Strasbourg[22],[19].

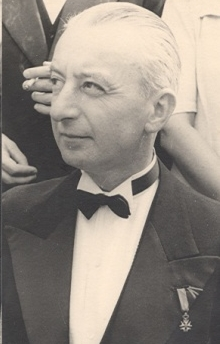
Jean Eschbach (capitaine Rivière) en 1945.

- Jean Eschbach (capitaine Rivière) en 1945.Jean Eschbach (résistant de l'intérieur), alias « capitaine Rivière », né le 29 mars 1895 à Guebwiller, est un industriel de Poligny où il dirige une tannerie. Quand la Seconde Guerre mondiale éclate, il n'est pas mobilisable mais il s'engage comme volontaire dans l'armée française. Après la défaite, il adhère à la Septième colonne d'Alsace (réseau Martial) dont il assure la communication entre son état-major à Lyon et l'Alsace. Il centralise les renseignements et recueille les évadés en provenance de cette région. Quand Marcel Kibler prend la tête de la Septième colonne d'Alsace et devient chef des Forces françaises de l'intérieur d'Alsace (FFIA), Jean Eschbach devient son chef d'état major. En avril 1944, avec Marcel Kibler ils organisent le Groupe Mobile Alsace (GMA) Vosges. Du 17 au 22 juin, dans un chalet à Grendelbruch, lors d'une réunion clandestine, ils mettent en place l'organisation définitive des FFIA et définissent leurs actions à la libération. Après la neutralisation du GMA Vosges, Jean Eschbach rallie l'armée française du général de Lattre de Tassigny. En novembre 1944, il est nommé responsable de l'ancien Camp de sureté de Vorbruck-Schirmeck. A la demande de Marcel Kibler, en janvier 1945, il prend le commandement de plusieurs sections de FFIA pour freiner l'offensive allemande sur Strasbourg[Note 1] et laisser le temps d'intervenir aux unités de l'armée française[2].

## F
- Haut – A
- B
- C
- D
- E
- F
- G
- H
- I
- J
- K
- L
- M
- N
- O
- P
- Q
- R
- S
- T
- U
- V
- W
- X
- Y
- Z

- Marcelle Faber voir Marcelle Engelen.
- Paulette Falbisaner (Résistante déportée), née le 18 janvier 1921 à Strasbourg, est une étudiante à la faculté de mathématiques de l'université de Strasbourg, qui participe à plusieurs filières d'évasion comme convoyeuse. Le 2 avril 1943, elle est arrêtée par la Gestapo et internée le 5 au camp de camp de sûreté de Vorbruck-Schirmeck puis le 19 juillet 1944 à la prison Sainte-Marguerite de Strasbourg. Le 22 juillet 1944, elle est jugée par le Sondergericht, qui la condamne à une peine de deux années de prison. Elle est emprisonnée à la maison centrale de Haguenau où elle est libérée par l'armée américaine le 13 décembre 1944.

- Robert Oscar Léon Falbisaner (résistant de l'intérieur), né le 16 août 1889 à Strasbourg et mort dans cette même ville le 26 février 1957 (à 67 ans), est un agent général d'assurance. Il crée un groupe de résistants sous couvert de son club canin « l'Aireda l-Club » de Strasbourg. Puis il l'intègre à l'organisation clandestine du docteur vétérinaire Charles Bareiss dont il devient l'adjoint. Lors du démantèlement de l'organisation clandestine du docteur Bareiss, il réussit à fuir avec son épouse et s'évade d'Alsace.

- Arno Falck (interné politique), né le 19 avril 1904 à Strasbourg, est le fils de Gabriel Falck et de Ella Strauss. Il épouse Joséphine Schmidlin. À partir du 8 septembre 1941, les époux s'installent à Excideuil avant de déménager à Saint-Médard-d'Excideuil. Arno travaille comme chauffeur et ouvrier agricole au château d'Essendiéras, domaine où il réside avec son oncle Eugène Strauss, originaire d'Alsace et ancien chef d'entreprise. Oncle et neveu s'engagent dans la Résistance, Arno y assumant des fonctions d'agent de liaison. Il est arrêté lors de la rafle menée le 11 mars 1944 à Excideuil et dans les environs, avant d'être incarcéré à la prison de Limoges. Il figure parmi les 23 otages exécutés le 27 mars 1944 à Sainte-Marie-de-Chignac, au lieu-dit Les Potences, par des unités de la division Brehmer, en représailles à une action de la Résistance[23],[24].

- René Feldmann (interné politique), né le 12 mars 1908 à Illfurth, est un électrotechnicien de la Rheinische Kraftwerke (Motrice du Rhin ex Société Alsacienne d’Électricité). Il est chargé de récupérer du cuivre destiné à la Centrale électrique de Mulhouse. Cela l'autorise à se déplacer dans toute l'Allemagne et l'Autriche. Dès le début de l'annexion de l'Alsace, il organise des filières d'évasion. Le 10 octobre 1941, il s'engage dans le réseau « Famille Martin » des forces françaises combattantes. Il profite de sa liberté de circuler pour apporter du ravitaillement aux familles déplacées après le massacre de Ballersdorf et convoyer en Allemagne des prisonniers de guerre évadés. À partir du deuxième semestre 1943 à janvier 1944, il organise des évasions massives vers la Suisse. Il est arrêté le 11 janvier 1944 à Mulhouse par la Gestapo. Il s'évade le 21 novembre 1944 et s'engage dans les Forces Françaises de l'intérieur d'Alsace (FFIA)[2].
- Michel Ferry (résistant de l'intérieur), né le 28 janvier 1904 au lieu-dit La Claquette à La Broque, est un garagiste et transporteur. Dès l'annexion de fait de l'Alsace, il fait passer la passer la nouvelle frontière imposée par le Troisième Reich à plusieurs centaines de fugitifs, de prisonniers de guerre, de réfractaires à l'incorporation de force dans l'armée allemande. En 1942, il adhère à la Septième colonne d'Alsace et devient l'adjoint de René Stouvenel. Il assiste aux réunions de Grendelbruch qui lance les bases des FFI d'Alsace.

- Claude Fiefel (résistant déporté), né le 15 juillet 1924 à Haguenau, est Technicien-mécanicien à l'usine Zinser. Dès l'été 1940, il crée un réseau d'évasion pour les prisonniers de guerre (PG), puis par l'intermédiaire des résistants Victor Giesi et Joseph Bossenmeyer, il adhère à l'organisation clandestine dirigée par le docteur Charles Bareiss. Le 6 avril 1942, il s'évade d'Alsace annexée de fait et rejoint Lyon où il est formé au renseignement. Il est arrêté en tentant de revenir lors d'une mission en Alsace. Il est jugé, du 4 au 10 mars 1943 à Strasbourg par le Reichskriegsgericht (« tribunal militaire du Reich ») qui le condamne à 10 années de prison pour « espionnage et intelligence avec l'ennemi ».

- Robert Fleig (résistant de l'intérieur), né le 28 juin 1893 à Strasbourg, est un négociant en bière et un participant aux Jeux olympiques d'été de 1920 à Anvers. Lors de la charge de la 2e division blindée pour libérer Strasbourg, il renseigne et guide la colonne du lieutenant-colonel Rouvillois du 12e RC et lui permet de surprendre les défenses allemandes et d'entrer dans la ville. Constamment en tête de la colonne, il meurt au combat le 23 novembre 1944 (à 51 ans) à quelques mètres du pont de Kehl et de la frontière allemande.

- Paul Flesch (résistant déporté), né le 10 décembre 1911 à Haguenau, est un médecin. Dès 1940, il s'investit dans une filière d'évasion en qualité de pourvoyeur et en liaison avec la secrétaire de son cabinet médical, Caroline Muller. À la suite d'une dénonciation, il est arrêté par la Gestapo le 10 décembre 1941 à Haguenau pour aide à l'évasion. Il est interné à la prison Saint-Jean à  Strasbourg puis transféré le 10 janvier 1942 au camp de sûreté de Vorbruck-Schirmeck. Le 5 novembre 1942 il est déporté au camp SS Abfertigungslager (« camp de travail ») de Schelklingen. Il y soigne, entre autres, les femmes détenues de la prison de Stuttgart. Puis il est réquisitionné comme médecin à l'hospice psychiatrique de Rudersberg. Il est libéré par les alliés et rentre en France le 10 mai 1945[5].
- René Louis Fontaine (résistant de l'intérieur), né le 5 juin 1899 à Bischtroff-sur-Sarre, est un chirurgien français. En 1940, à sa démobilisation, il rejoint la cité sanitaire de Clairvivre où il dirige le service de chirurgie. À la demande du comité médical de la Résistance, il organise des équipes chirurgicales mobiles avec ses assistants pour soigner les blessés dans les maquis. Appelé à prendre des responsabilités au sein du comité médical de la Résistance à Limoges, il en confie la direction au professeur Bernard Labrue. Les blessés les plus atteints sont transférés à la cité sanitaire de Clairvivre qui sera surnommée « l'Hôpital de la Résistance[21].

- Charles Frantz (résistant déporté), né le 25 octobre 1913 à Strasbourg, est chef de comptabilité à la Banque de France à Strasbourg. En 1944, il fait partie des 42 officiers de réserve alsaciens déportés au camp de concentration de Neuengamme pour avoir refusé de s'engager dans la Waffen SS. Il y meurt le 16 avril 1945.

- Jean-Émile Friand (résistant déporté), né le 5 février 1920 à Marlenheim, est un patissier. Expulsé d'Alsace, il s'engage pour trois ans au titre du 2e régiment de zouaves. Après le débarquement allié en Afrique du Nord, il combat aux côtés des alliés en Tunisie où il est fait prisonnier, le 3 janvier 1943, et interné en Allemagne. Il est libéré le 13 janvier 1944 pour être incorporé de force dans la Wehrmacht. Refusant son incorporation, il est interné au camp de sûreté de Vorbruck-Schirmeck d'où il s'évade et rejoint le Groupe mobile d'Alsace (GMA) Vosges. Il est fait prisonnier à nouveau par les Allemands le 4 septembre 1944 pendant les combats de Viombois. À la Libération de Strasbourg, il s'engage pour la durée de la guerre dans 2e division blindée (2e DB) jusqu'à sa démobilisation le 25 août 1945.

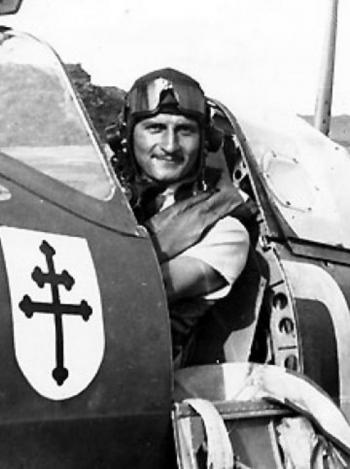
Bernard Fuchs à bord d'un Spitfire

- Bernard Fuchs à bord d'un SpitfireBernard Fuchs (Compagnon de la Libération) né le 10 août 1916 à Wilwisheim, est un militaire français. En 1940, il suit une formation de pilote de chasse et décide de se rallier à la France libre. Il s'illustre pendant toute la Seconde Guerre mondiale au sein de la Royal Air Force.

## G
- Haut – A
- B
- C
- D
- E
- F
- G
- H
- I
- J
- K
- L
- M
- N
- O
- P
- Q
- R
- S
- T
- U
- V
- W
- X
- Y
- Z

- Jacques Graf (déporté politique), né le 4 juillet 1917 à Strasbourg est un étudiant, assistant à la faculté de pharmacie à l'université de Strasbourg repliée à Clermont-Ferrand. Il est arrêté par les Allemands lors de la raffle du 25 juin 1943 au foyer universitaire de Strasbourg « Gallia ». Il est incarcéré dans la caserne du 92e régiment d'infanterie à Clermont-Ferrand, transféré le 28 à Moulins puis à Compiègne. Le 28 octobre 1943, il est déporté au camp de concentration de Buchenwald puis transféré le 10 février 1944 à celui de Dora où il est affecté comme pharmacien au Revier. Le 4 avril 1945, il est évacué au camps de Neuengamme . Il décède en déportation le 3 mai 1945 lors du bombardement du Cap Arcona par la RAF dans la baie de Lübeck[25].

- Théodore, Jean Gerhards dit Théo (résistant déporté), né le 1er février 1900 à Saverne (Bas-Rhin) et mort guillotiné le 29 octobre 1943 (à 43 ans) à Halle-sur-Saale (Allemagne), est un épicier. Il est responsable du secteur de Saverne au sein du réseau Uranus-Klébert des Services de Renseignements (SR) de Vichy. À la suite d'une dénonciation, il est arrêté le 6 juillet 1942. Ses obsèques officielles ont lieu le dimanche 5 septembre 1948, trois ans après la fin de la Seconde Guerre mondiale.

- Alice Gillig (résistante déportée), née Daul, née le 19 juillet 1916 à Strasbourg, et morte le 11 novembre 2011 (à 95 ans) dans la même ville, est une infirmière et une cheftaine des Guides de France.Elle est membre du réseau l’Équipe Pur Sang, un réseau de passeurs. Elle est arrêtée le 21 mars 1942 sur son lieu de travail à Strasbourg et déportée. Le 5 février 1945, elle s'évade et parcourt 600 km en Allemagne pour franchir la frontière suisse le 2 mars 1945.

- Cyrille Gillig (résistant déporté), né le 12 mars 1918 à Schiltigheim, est étudiant en sciences économiques. En 1944, il fait partie des 42 officiers de réserve alsaciens déportés au camp de concentration de Neuengamme pour avoir refusé de s'engager dans la Waffen SS. Il est affecté au Kommando de Wilhelmshaven et libéré par l'armée britannique le 29 avril 1945 à Sandbostel. Atteint du typhus, il ne revient à Strasbourg que le 10 juin 1945. Après la guerre, il épouse Alice Daul, elle-même résistante du réseau Équipe Pur Sang.

- Ernest Groshens (résistant déporté), né le 16 octobre 1916 à Natzweiler, est ingénieur. En 1944, il fait partie des 42 officiers de réserve alsaciens déportés au camp de concentration de Neuengamme pour avoir refusé de s'engager dans la Waffen SS. Il y meurt le 30 avril 1945.

- Marie Gross (Résistante déportée), née Krebs le 23 juillet 1899 à Altenstadt et morte le 8 mai 1964 à Wissembourg, est une buraliste qui participe à l'évasion d'une soixantaines de prisonniers de guerre français. Ces derniers viennent avec leurs gardiens acheter du tabac dans son commerce. Ils sollicitent son aide pour s'évader. Avec la complicité de son mari Paul, elle les accueille dans son magasin ou chez elle, les habille, les nourrit. Elle les confie à son amie, Anne-Marie Muller qui les convoie jusqu'à la gare de Strasbourg où ils sont pris en charge par un réseau de passeurs, l'Équipe Pur Sang. Dans certains cas, elle les achemine vers Reichhoffen où ils sont pris en charge par le réseau Hector. La chute de l'Équipe Pur Sang entraîne son arrestation, le 13 mai 1942, ainsi que celle de son mari et de son amie Anne-Marie Muller. Elle est déportée jusqu'à la fin de la guerre.

- Jean Gsell (résistant déporté), né le 3 septembre 1918 à Sigolsheim, est étudiant à l'université de Strasbourg. En 1944, il fait partie des 42 officiers de réserve alsaciens déportés au camp de concentration de Neuengamme pour avoir refusé de s'engager dans la Waffen SS. Il est affecté au Kommando de Hambourg-Finkenwerder où il meurt le 16 mars 1945.

- Hélène Gutzler voir Hélène Burger.

## H
- Haut – A
- B
- C
- D
- E
- F
- G
- H
- I
- J
- K
- L
- M
- N
- O
- P
- Q
- R
- S
- T
- U
- V
- W
- X
- Y
- Z

- Lucien Haberer (résistant déporté), né le 25 janvier 1917 à Bischoffsheim, est cultivateur puis travailleur requis par l'office du travail à Rosheim en 1943 puis aux établissements Junkers Werke à Strasbourg-Meinau en 1944. Cette année-là, il fait partie des 42 officiers de réserve alsaciens déportés au camp de concentration de Neuengamme pour avoir refusé de s'engager dans la Waffen SS. Il est libéré par l'armée britannique le 15 avril 1945 à Wassendorf près de Wolfsburg et rapatrié en France le 17 mai.

- Bernard Haller (résistant de l'intérieur), né le 11 avril 1925 à Fulleren, est un élève de l'école normale d'Obernai repliée à Solignac. À l'automne 1940, il refuse de revenir en Alsace. Le 7 juin 1944, avec son ami Guy Streicher, il rejoint le maquis de Corrèze puis les Forces française de l'intérieur (FFI) de Haute-Vienne au sein du régiment de marche Corrèze-Limousin. Il y est tireur au fusil-mitrailleur. Le 29 juillet 1944, il est blessé puis tué au combat en tenant sa position par les Allemands au lieu-dit « Le Perrier » en Corrèze.
- Marthe Haller (Résistante déportée), né le 20 avril 1924 à Mulhouse, est sténo-dactylographe. Avec ses parents, elle est membre de la filière d'évasion de René Feldmann. Elle est pourvoyeuse. En octobre 1943, sa famille héberge pour la filière deux incorporés de force évadés. Le 6 janvier 1944, ces derniers se font capturer en tentant de passer la frontière et la filière est démantelée. Marthe Haller est arrêtée le 9 janvier 1944 à Brunstatt. Dans un premier temps, elle est incarcérée à Mulhouse puis déportée le 16 février 1944 au camp de sûreté de Vorbruck-Schirmeck enfin le 22 mars 1944 à nouveau à la prison de Mulhouse. Elle meurt, le 29 mars 1944 au lendemain de sa libération, à l'hôpital de Mulhouse des suites des mauvais traitements subis durant son internement. Elle est reconnue Morte pour la France.
- Arnauld Haudry de Soucy (Compagnon de la Libération), né à Strasbourg le 2 décembre 1921, est diplômé de langues et d'économie. En 1940, il s'engage pour la durée de la guerre. Après l'armistice, il rejoint les Forces Françaises Libres. Il est affecté au BCRA et est envoyé en mission au Maroc pour organiser l'évasion vers Gibraltar de techniciens des blindés appartenant au 1er Régiment Etranger de Cavalerie. En mai 1941, à la suite d'une dénonciation, il est arrêté et incarcéré à Fort Lyautey puis condamné à 25 ans de travaux forcés. Il est libéré après le débarquement des Alliés en Afrique du Nord. Il participe aux campagnes de Tunisie et de Normandie. Il est blessé à plusieurs reprises. Il finit la guerre avec le grade de sous-lieutenant.

- Charles Hartmann (résistant déporté), né le 8 avril 1911 à Mulhouse, est juge au tribunal de première instance à Colmar. En 1944, il fait partie des 42 officiers de réserve alsaciens déportés au camp de concentration de Neuengamme pour avoir refusé de s'engager dans la Waffen SS. Il meurt au camp de concentration de Bergen-Belsen le 15 avril 1945, le jour de la libération du site par les armées britanniques.

- Paul Hausswirth (résistant déporté), né le 13 juin 1911 à Cernay, est avocat au barreau de Mulhouse. En 1944, il fait partie des 42 officiers de réserve alsaciens déportés au camp de concentration de Neuengamme pour avoir refusé de s'engager dans la Waffen SS. Il est transféré au camp de Wöbbelin, où il meurt le 28 avril 1945.

- Adélaïde Hautval (déporté politique), surnommée « Haïdi », née Marthe Adélaïde Haas le 1er janvier 1906 au Hohwald, est une psychiatre française. Elle est arrêtée en avril 1942, alors qu'elle traversait la ligne de démarcation à Vierzon pour des raisons personnelles. Elle est conduite à Bourges pour contrôle d'identité et sur le quai de la gare, elle prend la défense d'une famille juive maltraitée par les Allemands. Elle est emprisonnée à Bourges, les Allemands lui font porter sur la poitrine une étoile jaune avec une banderole « amie des juifs ». Après avoir connu plusieurs lieux de détention en France, elle refuse toujours de se rétracter. Elle est déportée à Auschwitz par le convoi du 24 janvier 1943. Elle devient médecin dans un des revier de Birkenau. Elle parvient à sauver de la chambre à gaz certaines détenues atteintes du typhus en ne les déclarant pas. Malgré le risque d'être exécutée, elle refuse de participer aux expériences menées par les médecins nazis. Le 2 août 1944, elle est transférée à Ravensbrück comme médecin dans le revier. Elle continue à protéger des malades en modifiant leurs fiches médicales et en faussant les diagnostics. Le camp est libéré en avril 1945 mais elle y reste, volontairement, afin de s'occuper des blessés qui ne peuvent être immédiatement transportés. Elle quitte le camp pour la France avec les derniers malades français le 25 juin 1945.

- Oscar Heisserer, né à Schirrhein (Bas-Rhin) le 18 juillet 1914 et mort le 7 octobre 2004 (à 90 ans), est un footballeur français. Il fut 7 fois capitaine de l'équipe de France. Il refuse de devenir entraineur de l'équipe d'Allemagne et de participer à la propagande nazie. Il reste inflexible malgré les pressions et menaces. En 1943, quand il est menacé d'être incorporé de force dans la Wehrmacht, il fuit en Suisse. En août 1944, il se rend à Pontarlier et s'engage dans l'armée française et participe à la libération de l'Alsace.

- Marie Charles Robert Heitz (résistant déporté), né à Saverne le 3 août 1895 et mort à Strasbourg le 14 novembre 1984 (à 89 ans), est un administrateur, homme politique, écrivain, critique d'art, peintre. En novembre 1941, il adhère au réseau Confrérie Notre-Dame (CND) des Forces françaises combattantes (FFC) et devient agent de renseignement. En février 1942, il participe à la diffusion du « Rapport économique »[Note 2]. En septembre 1941, il rédige le « Rapport d'Alsace » sur la situation de l'Alsace, annexée de fait pour le transmettre au gouvernement de Vichy. Ce document présente le contexte alsacien (militaire, économique, administratif, scolaire, culturel, religieux et linguistique…). Il doit aussi permettre de saisir la commission d'armistice sur l'imminence du danger de l'incorporation de force des Alsaciens dans l'armée allemande. Le rapport est envoyé aux services de renseignements de Vichy, des alliés et du général de Gaulle. Il est arrêté le 9 septembre 1942 et détenu jusqu'à la fin de la guerre.

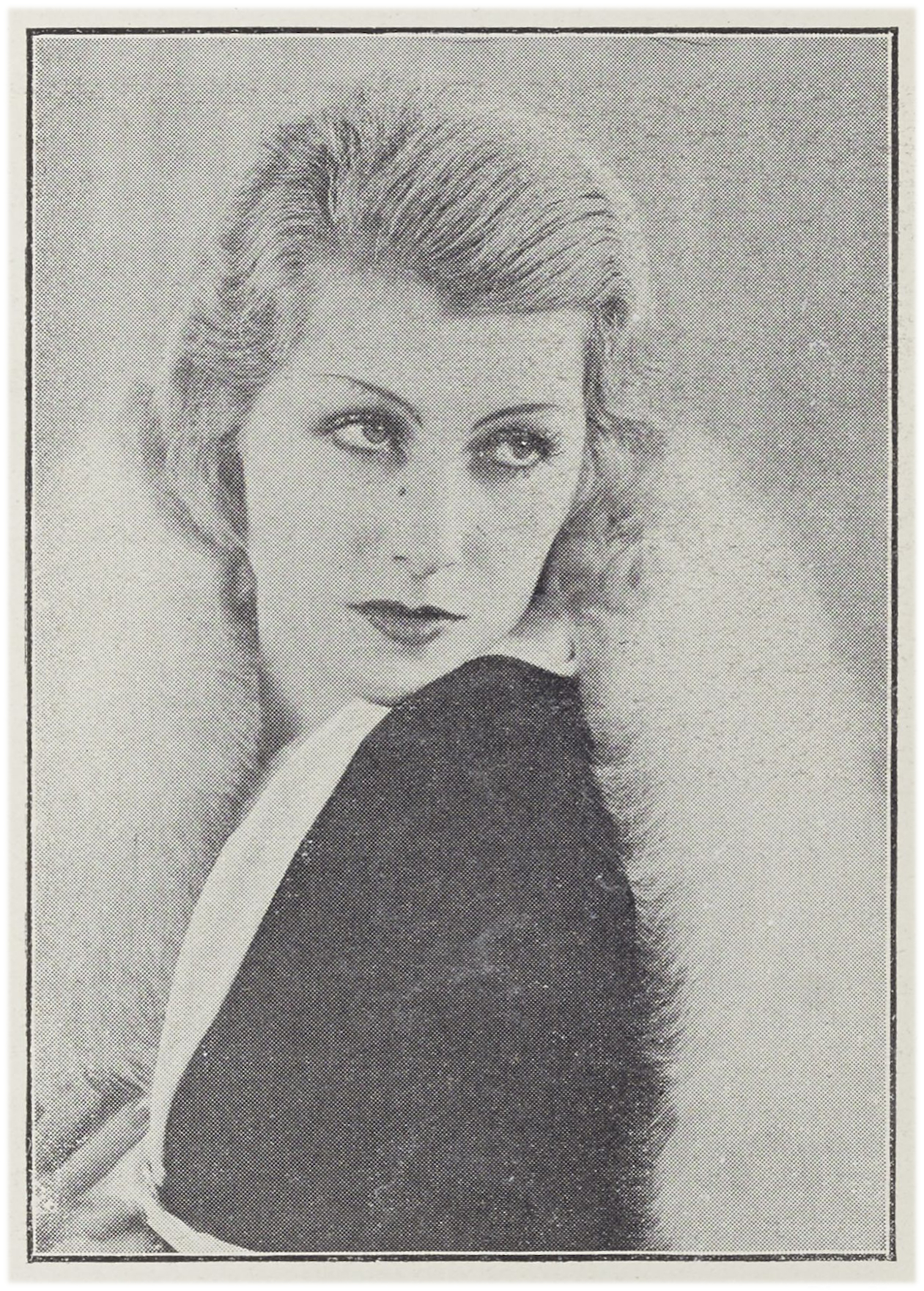
Jeanne Helbling en 1937

- Jeanne Helbling en 1937Jeanne Helbling, née Johanna Maria Helbling le 28 juillet 1903 à Thann, est une actrice française. À Paris, en  1940, elle s'engage dans la Résistance sous le nom de « Chantal ». Elle utilise son appartement de Neuilly, pour héberger des résistants et des agents alliés. Pierre Brossolette, le colonel Passy et Forest Yeo-Thomas y organisent une importante réunion qui permettra la création du Comité de coordination des mouvements de résistance de la zone nord.

- Paul Hentrich (résistant déporté), né le 27 janvier 1917 à Strasbourg, est garde forestier. En 1944, il fait partie des 42 officiers de réserve alsaciens déportés au camp de concentration de Neuengamme pour avoir refusé de s'engager dans la Waffen SS. Il s'évade le 12 mars 1944, mais il est repris et ramené à Neuengamme. Il est évacué par la Croix-rouge suédoise et arrive le 1er mai 1945 à Malmö. Il est hospitalisé à Alvesta. Il revient à Strasbourg le 13 juillet 1945.
- Alfred Hering (résistant déporté), né le 17 juin 1914 à Barr, est agent technique de viticulture. En 1944, il fait partie des 42 officiers de réserve alsaciens déportés au camp de concentration de Neuengamme pour avoir refusé de s'engager dans la Waffen SS. Il est transféré au camp de rassemblement de Sandbostel où il est recueilli par des prisonniers de guerre (PG) français qui le cachent, sous le nom de sergent « Vuillaume », dans leur camp contigu à celui des déportés. Il est libéré par l'armée britannique le 29 avril 1945. Il rentre chez lui à Barr le 25 mai 1945.

- Louis Hickel (résistant déporté), né le 10 octobre 1920 à Reichshoffen est un étudiant en médecine à la Faculté de médecine de l'Université de Nancy. Il appartient à une filière d'évasion de Reichshoffen avec Joseph Bossenmeyer, Emile Rosio et son père, Alphonse Hickel. Lorsque la filière oriente des évadés vers Nancy, il les héberge dans sa chambre d'étudiant puis les accompagne en train jusqu'à la gare de Besançon-Viotte ou de Bar-le-Duc. À la suite d'une dénonciation, il est arrêté par la Gestapo le 1er mars 1943 à Nancy, interné à la prison Charles III, transféré au camp de Compiègne-Royallieu et déporté au camp de concentration de Dachau. Il est libéré par l'armée américaine le 29 avril 19452 et rapatrié en France le 1er juin 1945.

- Émile Hincker (résistant déporté), né le 14 mars 1920 à Strasbourg, est étudiant à la faculté de médecine de l'université de Strasbourg quand la guerre éclate. Membre du réseau Hector, il est un des fondateurs du Front de la jeunesse alsacienne. À la suite d'une dénonciation, il est arrêté par la Gestapo le 19 janvier 1943 et  interné le 21 au camp de sûreté de Vorbruck-Schirmeck. Les 6 et 7 juillet 1943 à Strasbourg, il est jugé par le Volksgerichtshof, qui le condamne à une peine de six années de travaux forcés. Le 22 novembre 1943, il est déporté à la forteresse d'Hohenasperg où il assiste le médecin de la prison. Le 21 avril 1945, il est libéré par l'armée française.

- René Paul Isaac Hirschler (résistant déporté), né le 8 octobre 1905 à Marseille, nommé rabbin à Mulhouse 1929, élu grand rabbin de Strasbourg en 1939. Mobilisé en 1939 dans les chasseurs alpins. Réfugié en zone libre après l'armistice, il vient en aide aux réfugiés juifs alsaciens évacués à Périgueux. Après l'occupation de la zone libre, il continue à travailler avec son épouse Simone Hirschler  à l'assistance de la communautés juive. Le couple arrêté à Marseille le 22 décembre 1944 est déporté à Auschwitz. René Hirschler meurt fin mars (ou début avril) 1945 à Ebensee après l'évacuation du camp de Auschwitz [26].

- Ernest Huber (Déporté politique), alias Richard Marcellin, né le 18 janvier 1912 à Andlau, est un employé à la mairie de Strasbourg. Il est affecté à Limoges comme commis principal à l'intendance de police de la préfecture. Il adhère à la Septième colonne d'Alsace (réseau Martial). Avec Jules Dillenseger et Alphonse Siegrist il recrute des jeunes Alsaciens Lorrains pour former le futur Groupe Mobile Alsace Sud (GMA Sud) dont il est l'un des organisateurs pour le secteur de Limoges[2]. Le 6 avril 1944, il est arrêté par la Gestapo et interné à Limoges et Compiègne. Le 21 mai 1944, il est déporté au camp de concentration de Neuengamme où il est affecté au kommando de Fallersleben-Laagberg (usine Volswagen). Le 11 décembre 1944, il est transféré au camp de concentration de Buchenwald, puis le 10 janvier 1945 à celui de Dora-Mittelbau et le 3 avril 1945 à celui de Bergen-Belsen. Il est libéré par l'armée britannique le  15 avril 1945. Il rentre en France le 30 avril 1945[2].
- Eugène Hueber (résistant déporté), né le 7 mars 1915 à Mulhouse, est secrétaire de direction aux Forces motrices du Haut-Rhin. En 1944, il fait partie des 42 officiers de réserve alsaciens déportés au camp de concentration de Neuengamme pour avoir refusé de s'engager dans la Waffen SS. Il est transféré au camp de Bergen-Belsen où il meurt le 13 mars 1945.

- René His (résistant déporté), né le 21 mars 1913 à Mittelhausbergen, est employé comme ingénieur agricole au service agricole de Strasbourg-campagne, congédié en juillet 1942 il devient ouvrier aux Minoteries Alsaciennes. En 1944, il fait partie des 42 officiers de réserve alsaciens déportés au camp de concentration de Neuengamme pour avoir refusé de s'engager dans la Waffen SS. Il est libéré par l'armée britannique le 2 mai 1945 à Wöbbelin et rentre chez lui le 1er juin 1945.

- Frédéric Hunsinger (résistant déporté), né le 23 novembre 1907 à Wihr-en-Plaine, est un policier municipale de Colmar resté en poste au sein de l'administration nazie en Alsace annexée. Il fait partie d'un groupe de résistants au sein de la police colmarienne et du réseau Famille Martin des Forces Française Combattantes (FFC). Il est arrêté le 17 avril 1943 et fusillé le 5 mai 1944 (à 36 ans) au camp de concentration de Dachau (Allemagne).

- Alphonse, Ambroise Hurth (résistant déporté), né le 8 décembre 1908 à Ingersheim, est un employé municipal de la ville de Colmar resté en poste au sein de l'administration en Alsace annexée. Il fait partie d'un groupe de résistants de la police colmarienne et du réseau Famille Martin des Forces Française Combattantes (FFC). Il dérobe des cartes d'identité vierges que remplit Émilie Edenwald (épouse de Eric Edenwald). Il est arrêté le 20 avril 1943 et guillotiné le  22 septembre 1944 (à 35 ans) à Bruchsal. Ses obsèques officielles ont lieu le dimanche 1er novembre 1948 trois ans après la fin de la Seconde Guerre mondiale.

- Joseph Huss (résistant déporté), né le 16 novembre 1914 à Strasbourg, employé de bureau à l'assurance Deutscher Ring. Pendant la campagne de France, il est fait prisonnier de guerre mais il est libéré le 3 juillet 1940 car considéré comme « Alsacien de souche allemande » par les autorités du troisième Reich. Il adhère à une filière d'évasion  avec son oncle Hubert Gier de La Robertsau. Il convoie des évadés jusqu'à la région de Wangenbourg-Engenthal où il les remet à la famille Burger, des passeurs du Schneeberg. À la suite d'une dénonciation, la filière est démantelée et il est arrêté par la Gestapo le 30 janvier 1942 à Strasbourg. Il est détenu à la prison Sainte-Marguerite de Strasbourg. Le 2 avril 1942, il est transféré au camp de sûreté de Vorbruck-Schirmeck. Il est libéré le 16 juillet 1942. Le 23 mai 1943, il est incorporé de force dans la Wehrmacht. Il survit à la guerre et meurt le 10 août 2005. Une rue porte son nom dans le quartier de La Robertsau à Strasbourg.

## I
- Haut – A
- B
- C
- D
- E
- F
- G
- H
- I
- J
- K
- L
- M
- N
- O
- P
- Q
- R
- S
- T
- U
- V
- W
- X
- Y
- Z

## J
- Haut – A
- B
- C
- D
- E
- F
- G
- H
- I
- J
- K
- L
- M
- N
- O
- P
- Q
- R
- S
- T
- U
- V
- W
- X
- Y
- Z

- Lucien Jacob (déporté politique), né le 6 novembre 1902 à Bisping, est un batelier du Rhin patron de la péniche Mont Blanc III. Il crée un groupe de renseignement avec d'autres bateliers du Rhin. Ils transmettent, aux renseignements britanniques, des informations sur l'efficacité des bombardements alliés le long du Rhin et sur les flux ferroviaires dans la région de Saint-Louis. Grâce sa nièce, il fournit plusieurs listes d'espions allemands infiltrés en zone libre. À la suite d'une dénonciation, il est arrêté le 29 octobre 1942 par la Gestapo. Il est condamné à mort par le 4e Sénat du Reichskriegsgericht et guillotiné le 27 septembre 1943 à la prison Roter Ochse de Halle-an-der-Saale.

- Rodolphe Jaeger (compagnon de la Libération), né le 22 avril 1920 à Strasbourg est un militaire. En avril 1938, il s'engage dans l'infanterie coloniale française et est affecté au Régiment d'Infanterie Coloniale du Maroc. En juillet 1939, il rejoint le Bataillon de Marche d'Infanterie Coloniale, qui devient le 1er Bataillon du 24e Régiment d'Infanterie Coloniale. Lors de la Seconde Guerre mondiale, il refuse l'Armistice et rejoint la France libre en passant par la Palestine. Il combat en Afrique du Nord et au Proche-Orient, participant notamment à la bataille de Sidi Barrani, au siège de Tobrouk et à la seconde bataille d'El Alamein. En 1943, il intègre la 2e Division Blindée et participe à la libération de la France. Promu sergent, il est tué au combat le 13 septembre 1944 près de Vittel lors d'une reconnaissance.

- Jeanne Jenny voir Jeanne Pfendler dans cet article.
- Adolphe Michel Jung, né le 17 décembre 1902 à Schiltigheim, est un chirurgien. À sa démobilisation, il est affecté à la cité sanitaire de Clairvivre. Après l'armistice, il revient en Alsace pour chercher sa famille mais les nazis lui interdisent de repartir. Il reprend ses fonctions à l'hôpital civil. Il est profondément francophile et supporte très mal la nazification de l'Alsace annexée. Il démissionne de toutes ses fonctions et travaille dans le privé. En représailles, il est séparé de sa famille et exilé en Allemagne. Fin 1942, il fait la connaissance de Fritz Kolbe qui travaille pour les Alliés. Il photographie les documents qu'il lui apporte pour qu'ils soient acheminés par le réseau « Samson ». À la fin de la guerre, il doit se justifier auprès de la commission d'épuration. Il est rapidement blanchi par les Alliés et reprend ses fonctions.

## K
- Haut – A
- B
- C
- D
- E
- F
- G
- H
- I
- J
- K
- L
- M
- N
- O
- P
- Q
- R
- S
- T
- U
- V
- W
- X
- Y
- Z

- Paul-Jacques Kalb (résistant de l'extérieur) alias « Jacques d'Alsace » est né le 19 août 1898 à Wiesbaden. En novembre 1940 à Lyon, il crée le service d'aide aux réfugiés et aux expulsés d'Alsace et de Moselle. Il prend contact avec la résistance alsacienne et avec Jean Moulin qui le considère comme le représentant de l'Alsace annexée. Il aide de nombreux Alsaciens à rejoindre la France libre ou l'Afrique du Nord. Il adresse au gouvernement de Vichy de nombreuses protestations contre l'annexion de l'Alsace et la Moselle et l'incorporation de force des Alsaciens et Mosellans. Le 14 février 1943, Paul-Jacques Kalb rejoint Londres et s'engage dans les Forces françaises libres (FFL). Il est affecté au cabinet du général de Gaulle et devient le porte-parole de la France combattante. Il s'exprime à la BBC sous le pseudonyme de « Jacques d'Alsace ». En juin 1943, le général de Gaulle lui confie les affaires d'Alsace-Moselle au sein du comité français de libération nationale (CFLN). Un an plus tard, il dirige les services d'Alsace-Lorraine au sein du Gouvernement provisoire de la République française (GPRF). En 1945, il est en poste à Strasbourg dans le cadre de la mission militaire française en Alsace-Lorraine (MMFAL). Le 10 février 1945, il est nommé au conseil municipal provisoire de Colmar.

- Marcel Kennel (déporté politique), né le 15 mars 1914 à Haguenau, est un ouvrier forestier. Le 19 avril 1943, il est arrêté par les Allemands en gare de Karlsruhe pour avoir brandi un drapeau français dans le train le conduisant en Allemagne, lors de son incorporation de force dans la Wehrmacht. Il est interné le 23 au camp de sûreté de Vorbruck-Schirmeck. Le 27 août 1943, il est jugé par le Sondergericht à Strasbourg et condamné à une peine de deux années de réclusion pour Zersetzung der Wehrkraft (« Affaiblissement de la force armée »). Le 14 septembre 1943, il est transféré à la maison centrale d'Ensisheim. En septembre 1944, il est déporté dans l'univers concentrationnaire nazi (Ludwigsburg, Aïchach) d'où il revient en avril 1945[2].
- Marcel Kibler (résistant de l'intérieur), alias « Marceau », est né le 11 septembre 1904 à Saint-Amarin et mort le 1er juillet 1992 dans sa commune de naissance, est un directeur technique. Avec Paul Dungler, il est un des fondateurs de la Septième colonne d'Alsace en septembre 1940 (Réseau Martial pour Londres). Il refuse de faire allégeance au troisième Reich et il est expulsé, avec sa famille d'Alsace annexée. Il rejoint Paul Dungler à Lyon où s'installe dans un premier temps l'état-major de l'organisation clandestine. Au départ de Paul Dungler en août 1943, il prend le commandement du réseau. Il met en place les Groupes mobiles d'Alsace (GMA) et combat plus particulièrement avec celui des Vosges. Après les Réunions de Grendelbuch, qu'il dirige, il est reconnu comme le chef des Forces françaises de l'intérieur (FFI) d'Alsace. À leur tête, il participe à la libération de l'Alsace et fait face à la contre-offensive allemande sur Strasbourg début janvier 1945. Il termine la guerre dans l'état-major du général de Lattre de Tassigny puis reprend ses activités civiles dans son village natal.

- Charles Kieffer (compagnon de la Libération), né le 15 décembre 1903 à Andlau, est ingénieur agronome. Lorsque la guerre éclate, il se trouve au Cameroun où il est mobilisé. En août 1940, lorsque la colonie se rallie à la France libre, il s'engage dans les Forces françaises libres (FFL). Il participe à plusieurs campagnes militaires, notamment à la campagne de Syrie, à la campagne de Libye et à celle de Tunisie. En Europe, il participe à la campagne d'Italie, au débarquement de Provence et à la prise de Toulon. Il termine la guerre avec le grade de capitaine et il est démobilisé en juin 1945.

- Micheline Kieffer voir Micheline Adam.
- Robert Kieffer (résistant déporté), né le 8 juin 1920 à Bischheim, est étudiant à de l'université de Strasbourg quand la guerre éclate. Il est un des fondateurs du Front de la jeunesse alsacienne. Le 30 août 1942, avec Alphonse Adam, il est à l'origine du tract, diffusé en plusieurs milliers d'exemplaires dans Strasbourg et ses faubourgs, invitant les jeunes alsaciens à s'opposer à l'incorporation de force dans la Wehrmacht. À la suite d'une dénonciation, il est arrêté par la Gestapo le 17 janvier 1943 et  interné au camp de sûreté de Vorbruck-Schirmeck. Les 6 et 7 juillet 1943 à Strasbourg, il est jugé par le Volksgerichtshof, qui le condamne à la peine de mort. À la suite des manifestations patriotiques du 13 juillet 1943 à Strasbourg, il est fusillé, le 15 juillet 1943 sur ordre du Gauleiter Robert Wagner, sans attendre le résultat de sa demande de recours en grâce.

- François Kientzler (résistant déporté), né le 3 juin 1919 à Ribeauvillé, est viticulteur. En 1944, il fait partie des 42 officiers de réserve alsaciens déportés au camp de concentration de Neuengamme pour avoir refusé de s'engager dans la Waffen SS. Il est libéré par l'armée britannique le 2 mai 1945 du camp de concentration de Wöbbelin et rentre à Ribeauvillé le 16 mai 1945.

- Léon Kipper (résistant déporté), né le 25 mars 1914 à Strasbourg, est magistrat. En 1944, il fait partie des 42 officiers de réserve alsaciens déportés au camp de concentration de Neuengamme pour avoir refusé de s'engager dans la Waffen SS. Il est libéré par l'armée britannique le 15 avril 1945 et arrive à Colmar le 1er juin 1945.

- Marcel Kirmann (résistant déporté), né le 16 avril 1915 à Bischoffsheim, est comptable. En 1944, il fait partie des 42 officiers de réserve alsaciens déporté au camp de concentration de Neuengamme pour avoir refusé de s'engager dans la Waffen SS. Il meurt en avril 1945 au camp de Sandbostel.

- Réné, Georges Kleinmann (incorporé de force, résistant déporté), né le 10 août 1923 à Brumath est un étudiant. À 16 ans, il adhère à l'organisation clandestine La Main noire. En décembre 1942, quand l'organisation est démantelée par les Allemands, il est arrêté et interné au  camp de sûreté de Vorbruck-Schirmeck. Il n'est pas jugé et reste au camp comme otage pour faire pression sur son frère Louis Kleinmann qui appartient au deuxième bureau de l'armée d'armistice. Il est libéré du camp pour être incorporé de force, le 11 novembre 1943, dans la Wehrmacht. Le 6 février 1944, pendant ses classes en Pologne, il participe à une manifestation de malgré-nous alsaciens et il est arrêté comme meneur. Il est envoyé dans un bataillon disciplinaire d'où il s'évade le 4 décembre 1944.

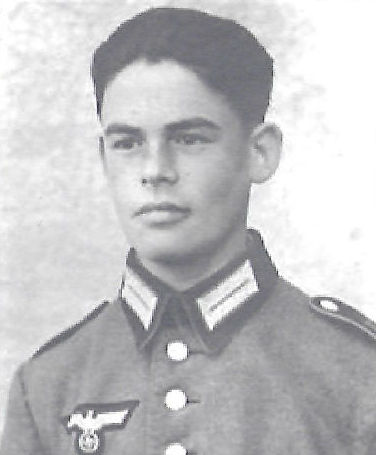
Jacques Knecht incorporé de force, déporté résistant, Mort pour la France.

- Jacques Knecht incorporé de force, déporté résistant, Mort pour la France.Jacques Knecht (incorporé de force, déporté résistant), né le 11 novembre 1924 à Strasbourg et mort fusillé le 21 février 1945 (à 20 ans) à Ingolstadt (Allemagne), est apprenti. En septembre 1943, il est incorporé de force dans l'armée allemande et affecté au front de l'Est où il est blessé dans le Caucase. Après sa guérison, il est envoyé à Tournon-sur-Rhône comme interprète-traducteur à la Kommandantur. Il utilise sa position dans la Wehrmacht pour aider la Résistance. Le 1er avril 1944, il déserte et rejoint les Francs-tireurs et partisans (FTP) de l'Ardèche avec lesquels il combat sous le nom de « Jackie (Jacky) ». Le 5 juillet 1944, près de Le Cheylard, il commande une trentaine de caucasiens déserteurs de la Wehrmacht, quand il est blessé et capturé. Le 21 novembre 1944, il est condamné à mort pour désertion et espionnage. Il est fusillé le 21 février 1945 dans la forteresse d'Ingolstadt (Bavière).

- Marie Krebs voir Marie Gross.
- Stéphanie Kuder (résistant déporté), née le 11 mai 1910 à Munich, est secrétaire à la Faculté des Arts et Lettres de l'Université de Strasbourg, repliée à Clermont-Ferrand. Membre du Réseau Mithridate, elle délivre de fausses cartes d’identité aux étudiants. Elle est arrêtée lors de la rafle de l'Université de Clermont du 25 novembre 1943.

- Joseph Kuhn (mort pour la France), né en 1922 en Alsace et mort le 19 septembre 1947, est étudiant en faculté de médecine. Il se cache durant 25 mois pour échapper à l'incorporation forcée dans l'armée allemande. Il meurt à 25 ans affaibli par ses conditions de claustration.

- Hélène Kuntz voir Hélène Wucher

## L
- Haut – A
- B
- C
- D
- E
- F
- G
- H
- I
- J
- K
- L
- M
- N
- O
- P
- Q
- R
- S
- T
- U
- V
- W
- X
- Y
- Z

- Bernard Lacotte, né le 31 octobre 1924 à Mulhouse, incorporable de force en janvier 1943, il passe en Suisse avec le groupe d'Oltingue, le 13 février 1943. Il rejoint le Groupe mobile d'Alsace Suisse (GMA). Il participe à la libération de l'Alsace au sein du 2e bataillon de chasseurs à pied de la 1re armée française[11].
- Paulette Lefebvre voir Paulette Falbisaner.
- Jacqueline Levi voir Jacqueline Bromberger dans cet article.
- Jean-Pierre Lévy (résistant de l'intérieur) né le 28 mai 1911 à Strasbourg est représentant dans une entreprise de filatures. Il est le fondateur et chef national du mouvement Franc-Tireur qu'il représente au sein du Conseil national de la Résistance (CNR). Il est arrêté le 16 octobre 1943 à Paris et interné à la prison de la Santé. Il est libéré le 12 juin 1944 lors d'un transfert à Fresnes par un commando des corps francs des MUR dirigé par Charles Gonard.

- Charles Lieby (résistant déporté), né le 31 octobre 1908 à Mittersheim, est un batelier du Rhin pour le compte de l'entreprise Comptoir strasbourgeois de transports et d'apprêtements. Dans un premier temps, à bord de sa péniche Nil, il fait passer en Suisse des prisonniers de guerre évadé, puis il assure, entre autres, le transport de documents importants vers la Suisse pour la Résistance. À la suite d'une dénonciation, il est arrêté le 29 octobre 1942 par la Gestapo. Il est condamné à mort par le 4e Sénat du Reichskriegsgericht et guillotiné le 27 septembre 1943 à la prison Roter Ochse de Halle-an-der-Saale.

- Robert Lithard (résistant déporté), né le 11 mars 1913 à Hattstatt, est juge au tribunal cantonal de Kaysersberg. En 1944, il fait partie des 42 officiers de réserve alsaciens déportés au camp de concentration de Neuengamme pour avoir refusé de s'engager dans la Waffen SS. Il meurt au camp de concentration de Bergen-Belsen le 1er avril 1945.

- Paul-André Lobstein (résistant déporté), née le 2 janvier 1923 à Wiesbaden et mort le 15 novembre 2012 dans Strasbourg, est un médecin ophtalmologiste, résistant et prisonnier dans les camps de Compiègne, Buchenwald, Mittelbau-Dora, Ravensbrück et Malchow. Étudiant à l'université de Strasbourg à Clermont-Ferrand  il s'engage dans l'Armée secrète de la région de Clermont-Ferrand, arrêté le 24 juin 1943 avec 36 étudiants alsaciens et lorrains dans la résidence Gallia, Foyer de l`Université de Strasbourg á Clermont-Ferrand.

- Fanny Loinger, née le 29 mai 1915 à Strasbourg, est une infirmière. Elle travaille aux Hospices civils de Strasbourg évacués à la cité sanitaire de Clairvivre. En 1941, elle adhère à l’Œuvre de secours aux enfants (OSE) pour s’occuper des Juifs étrangers, réfugiés à Marseille, en attente d’un visa d’immigration vers les États-Unis. En août 1942, lorsqu'ils sont transférés au camp des Milles, elle décide de les accompagner comme « internée volontaire », afin de faire sortir les enfants du camp. Elle intègre le Réseau Garel et en devient la responsable du Sud-Est. Elle sauve 400 enfants.

- Georges Loinger (résistant de l'intérieur), né le 29 août 1910 à Strasbourg, est un professeur d'éducation physique et sportive. Pendant la campagne de France, il est fait prisonnier mais s'évade de son stalag en Bavière. Il rejoint son épouse réfugiée à la Bourboule avec 123 jeunes réfugiés juifs. Rapidement, il rejoint la Résistance au sein du réseau Bourgogne. Il devient responsable du sport au sein des maisons de l'Œuvre de secours aux enfants (OSE) où il organise le sauvetage de plusieurs centaines d'enfants juifs qu'il fait convoyer via Annemasse jusqu'en Suisse. Cette filière permet l'exfiltration d'environ 1 200 enfants. À partir de 1942, il adhère au Réseau Garel.

- Madeleine Émilie Loux (résistante de l'intérieur), épouse Brulé, né le 1er avril 1920 Waldersbach, est une postière de Schirmeck. N'appartenant à aucun réseau, mais avec le soutien de sa famille et d'habitants de la ville, elle aide les déportés (nourriture, courrier, réconfort…), du camp de concentration de Natzweiler-Struthof.

- Pierre Ludaescher (résistant déporté), né le 1er janvier 1925 à Mulhouse, est un adolescent français de 15 ans, apprenti employé de bureau. Il n'appartient à aucun réseau. Il est arrêté par la Gestapo le 28 novembre 1941 pour avoir arraché des drapeaux à croix gammée et des affiches de propagandes nazies. Il est interné, avec sa mère, camp de sûreté de Vorbruck-Schirmeck et meurt des suites de ses conditions de détention.

## M
- Haut – A
- B
- C
- D
- E
- F
- G
- H
- I
- J
- K
- L
- M
- N
- O
- P
- Q
- R
- S
- T
- U
- V
- W
- X
- Y
- Z

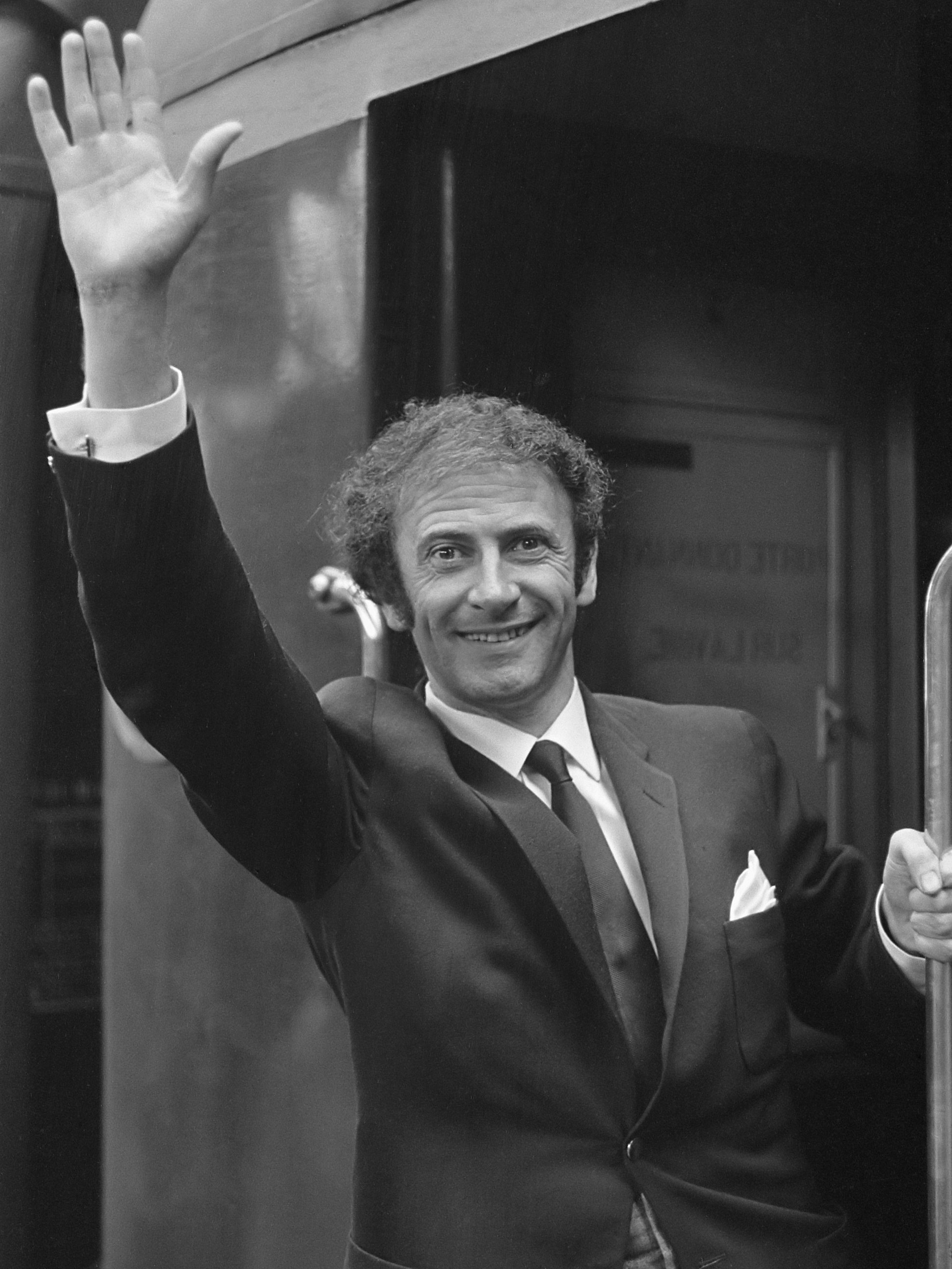
Marcel Mangel (Mime Marceau) en 1962.

- Marcel Mangel (Mime Marceau) en 1962.Marcel Mangel, né le 22 mars 1923 à Strasbourg, dit « Mime Marceau » est le fils d'un immigrant juif polonais. Au début de la guerre, sa famille est évacuée en Dordogne, puis en 1941 à Limoges. Il participe à la fuite d'une trentaine d'enfants juifs vers la Suisse. En 1942, il s'engage dans la Résistance au sein des FTP Dordogne Nord sous le pseudonyme de « Marceau » qu'il gardera comme nom de scène. À la libération, il s'engage dans la 1er armée du général de Lattre de Tassigny avec laquelle il fait la campagne d'Allemagne.
- Charles Mangold (interné résistant), né le 21 août 1891 à Ostwald (Basse-Alsace annexée), est fonctionnaire. En septembre 1939, il est évacué avec son service à Périgueux en Dordogne. En 1941, il est l'un des fondateurs du Groupement d'entraide des réfugiés d'Alsace et de Lorraine (GERAL). Il rejoint, avec son fils Jean-Paul Seret-Mangold, la résistance au sein du groupe « Roland », dépendant de l'Armée secrète (AS). Il prend le nom de code « Vernois ». De janvier à juillet 1943 il est chef de l'AS pour Périgueux puis de juillet 1943 à août 1944 il devient chef de l'AS de Dordogne-centre. Il est l'inspirateur et le principal responsable du « corps franc Roland », bras armé du groupe du même nom. Le 7 août 1944, une semaine avant le départ des Allemands de Périgueux, il est arrêté sur dénonciation. Il est torturé et tente de se suicider pour être certain de ne pas parler. Il est fusillé le 12 août 1944 (à 52 ans) à Périgueux (Dordogne). Son corps est récupéré dans une fosse commune par sa famille, le 19 août 1944 après le départ des Allemands.

- Alfred Mantzer (résistant déporté), né le 10 novembre 1912 à Colmar, est grossiste en papier. En 1944, il fait partie des 42 officiers de réserve alsaciens déportés au camp de concentration de Neuengamme pour avoir refusé de s'engager dans la Waffen SS. Il est libéré par l'armée américaine le 8 mai 1945 à Ludwigslust. Il rentre à Colmar le 26 mai 1945.

- Sœur Marie-Philbertine (résistante déportée) voir Marie Wiltz.
- Paul Mathéry (déporté politique), né le 7 septembre 1907 à Neuve-église, est secrétaire de mairie. Il est membre du réseau de résistance Vélite-Thermopyles. Il fournit des faux papiers à des enfants juifs. Il est arrêté, torturé par la Gestapo puis déporté. Il meurt au Kommando de Melk, dépendant du camp de concentration de Mauthausen, le 2 août 1944.

- Antoine Matter (résistant déporté), né le 11 juin 1914 à Hohenecken (Allemagne), est instituteur. En 1944, il fait partie des 42 officiers de réserve alsaciens déportés au camp de concentration de Neuengamme pour avoir refusé de s'engager dans la Waffen SS. Il meurt au Kommando de Drütte-Salzgitter le 7 avril 1945.

- Émile Matter (résistant déporté), né le 26 juin 1916 à Saverne, est secrétaire aux établissements Kuhn Frères à Saverne. En 1944, il fait partie des 42 officiers de réserve alsaciens déportés au camp de concentration de Neuengamme pour avoir refusé de s'engager dans la Waffen SS. Il y meurt le 10 mars 1945.

- Frédéric Matter (résistant déporté), né le 31 août 1916 à Berlin, est professeur et secrétaire de mairie. En 1944, il fait partie des 42 officiers de réserve alsaciens déportés au camp de concentration de Neuengamme pour avoir refusé de s'engager dans la Waffen SS. Il meurt le 2 mai 1945 au camp de Wöbbelin le jour de la libération du site par l'armée britanniques.

- Frédéric Mattern (Déporté politique), né le 26 mars 1914 à Illkirch-Graffenstaden, est instituteur. En 1944, il fait partie des 42 officiers de réserve alsaciens déportés au camp de concentration de Neuengamme pour avoir refusé de s'engager dans la Waffen SS. Il meurt le 28 avril 1945 au camp de Ravenbrück. Le 6 août 1954, il est inadmis au statut de "Déporté Résistant" et la mention "Mort pour la France" lui est refusée le 12 octobre 1962 (source : DAVCC dossier personnel AC21P264805)

- Paul Maurer (résistant déporté), né le 8 décembre 1913 à Guebwiller, est employé au sein de l'administration des finances. En 1944, il fait partie des 42 officiers de réserve alsaciens déportés au camp de concentration de Neuengamme pour avoir refusé de s'engager dans la Waffen SS. Il est transféré au camp de concentration de Ravensbrück. Le 27 avril 1945, lors d'un transfert à pied provoqué par l'avancée de l'armée russe, il s'évade. Il est pris en charge par des prisonniers de guerre français puis récupéré par l'armée américaine. Il rentre à Guebwiller le 17 mai 1945.

- Bernard Metz (résistant de l'intérieur), né le 4 août 1920 à Strasbourg, est un étudiant en médecine qui adhère à la Septième colonne d'Alsace (réseau Martial). Il organise dans le Sud-Ouest de la France le Groupe Mobile d’Alsace Sud (GMA Sud). Il participe activement au recrutement de ses membres. Les maquis qui le composent deviennent la Brigade indépendante Alsace-Lorraine (BIAL) en septembre 1944. Après d'âpres négociations avec les chefs des groupes, il obtient de placer la BIAL sous le commandement d'André Malraux, alias « colonel Berger » et son adjoint opérationnel le lieutenant-colonel Pierre-Elie Jacquot.

- Joseph-Louis Metzger (résistant déporté), né le 5 décembre 1905 à Saint-Louis, est monteur en chauffage. Sa profession lui permet de renseigner les services de renseignement britannique sur les flux ferroviaires à la gare de Saint-Louis, puis il recueille des informations sur l'industrie de la région qu'il transmet en Suisse par l'intermédiaire de bateliers du Rhin. Il est arrêté par la Gestapo le 28 octobre 1942 et condamné à la peine de mort pour espionnage. Il est guillotiné le 27 septembre 1943 à la prison Roter Ochse de Halle-an-der-Saale.

- Richard Mock (résistant déporté),né le 2 mars 1926 à Mulhouse, est élève au Lycée technique de Mulhouse. Il a 14 ans quand il s'engage dans le mouvement de Résistance Légion C 40 pendant les vacances d'été en 1940. Il est arrêté dans la nuit du 3 au 4 octobre 1940 et interné au  centre de redressement de Sinsheim d'où il est libéré le 22 décembre 1940.

- Anne-Marie Muller (résistante déportée), né Uter le 15 août 1901 à Schalbach convoie des prisonniers de guerre français recueillis par son amie Marie Gross à Wissembourg. Elle les accompagne jusqu'à la gare de Strasbourg pour les confier au réseau l'Équipe Pur Sang ou à Reichshoffen pour les remettre à la filière du Rehtal appartenant au réseau Hector. À la suite du démantèlement de l'Équipe Pur Sang, elle est arrêtée en mai 1942 et interrogée par la Gestapo. Elle est jugée le 26 janvier 1943 par le Volksgerichtshof à dix ans de pénitencier. Il n'est pas tenu compte de sa nationalité suisse obtenue par son mariage car elle réside et est jugée pour des faits commis en Alsace annexée qui fait partie du troisième Reich aux yeux des nazis. Elle est déportée dans différents pénitenciers puis libérée par l'armée britannique en mai 1945. Elle est rapatriée en France le 6 juin 1945[15].
- Caroline Muller (résistante déportée), née le 30 novembre 1907 à Oberseebach actuellement commune de Seebach et morte le 21 mai 1958, est une secrétaire médicale. Sous le pseudonyme de « Tante Jeanne » elle fonde à Haguenau avec le Dr Paul Flesch une filière d'évasion aidant des prisonniers de guerre (PG) français et autres fugitifs, notamment des Alsaciens réfractaires à l'incorporation de force, à franchir la frontière entre l'Alsace annexée de fait et la France. À la suite d'une dénonciation, elle est arrêtée par la Gestapo le 27 mars 1942 à Haguenau et déportée. Elle est libérée par l'intermédiaire de la Croix-Rouge suédoise en avril 1945.

- Alphonse Muller (résistant déporté), né le 16 juin 1905 à Colmar, est ingénieur. En 1944, il fait partie des 42 officiers de réserve alsaciens déportés au camp de concentration de Neuengamme pour avoir refusé de s'engager dans la Waffen SS. Il est déplacé au camp de Sandbostel, où il est libéré par l'armée britannique le 29 avril 1945, mais y meurt en  mai 1945 avant son rapatriement.

- Laure Mutschler voir Laure Diebold dans cet article.

## N
- Haut – A
- B
- C
- D
- E
- F
- G
- H
- I
- J
- K
- L
- M
- N
- O
- P
- Q
- R
- S
- T
- U
- V
- W
- X
- Y
- Z

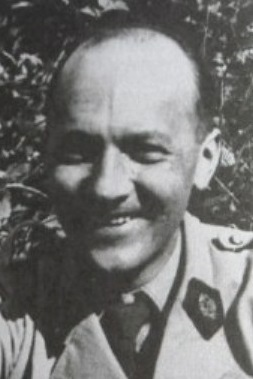
Victor Nessmann médecin et résistant français.

- Victor Nessmann médecin et résistant français.Victor Nessmann, né le 17 septembre 1900 à Strasbourg, est un médecin et résistant français. Il dirige l'Armée secrète dans le secteur de Sarlat. Arrêté par la Gestapo, il meurt le 5 janvier 1944 à Limoges, à la suite des tortures subies.

- Fanny Nezer voir Fanny Loinger.
- Xavier Nicole (résistant déporté), né le 17 août 1925 à Strasbourg, est apprenti. Avant l'arrivée des Allemands, il fait franchir l'Ill à un maximum de soldats français. Par l'intermédiaire d'Edmond Erb il rejoint le groupe Feuille de Lierre. Il devient l'agent de liaison avec le groupe la Main noire qu'il connaît par l'intermédiaire de Lucien Entzmann. Lors du démantèlement des groupes Main noire et Feuille de Lierre, il est arrêté le 18 juillet 1941. Il est interné au camp de sureté de Vorbruck-Schirmeck puis incorporé de force dans la Wehrmacht le 2 avril 1942. Il est fait prisonnier de guerre et interné dans un camp. Il revient en France en 1945.

- Adolphe Nussbaum (résistant déporté), né le 25 février 1917 à Otterswiller, est directeur d'école primaire. En 1944, il fait partie des 42 officiers de réserve alsaciens déportés au camp de concentration de Neuengamme pour avoir refusé de s'engager dans la Waffen SS. Il meurt au camp de Wöbbelin en avril 1945.

## O
- Haut – A
- B
- C
- D
- E
- F
- G
- H
- I
- J
- K
- L
- M
- N
- O
- P
- Q
- R
- S
- T
- U
- V
- W
- X
- Y
- Z

## P
- Haut – A
- B
- C
- D
- E
- F
- G
- H
- I
- J
- K
- L
- M
- N
- O
- P
- Q
- R
- S
- T
- U
- V
- W
- X
- Y
- Z

- Guy Perny (résistant déporté), né 7 juin 1923 à Sarreguemines, est un étudiant à l'école d'ingénieur de Strasbourg[2]. Ses parents sont établis à Wasselonne où ils tiennent le restaurant « Au Cygne d'Or ». En février 1940, il rejoint son école évacuée en Dordogne pour y apprendre qu'elle n'ouvrirait pas. Il trouve un travail à Bordeaux où il entend l'appel du 18 juin du général de Gaulle. Il tente plusieurs fois, sans résultats, de franchir clandestinement la frontière espagnole pour rejoindre Londres. De guerre lasse, il tente de s'engager dans la marine nationale à Toulon mais il est trop jeune. Il est rapatrié d'office en Alsace annexée. À son retour à Wasselonne, il constate que sa mère utilise son restaurant comme relais à une filière d'évasion de prisonniers de guerre (PG). Il décide de créer un groupe de résistance qu'il nomme dans un premier temps « Jeunesse impérialiste française ». L'épithète impérialiste se rapporte à l'empire colonial français. Plus tard il le renomme « Jeunesse Française »[6]. Le groupe compte dans ses rangs, Jacques Ruff, qui via son père Camille Ruff, lui permet d'avoir des contacts avec l'organisation du docteur Bareiss. Par Henri Monpeurt il a des contacts avec les résistants implantés dans les services de l'électricité de Strasbourg. Le 14 mars 1941, sa mère est arrêtée et son restaurant est fermé. Il tente, en vain, de s'évader d'Alsace et continue son activité de résistant. Il est arrêté le 21 avril 1942 pour « fondation d'une organisation de jeunesse anti-allemande »[6]. Il est libéré le 25 avril puis incorporé de force le 11 janvier 1943 dans la Wehrmacht et envoyé sur le front de l'Est. Il est rapatrié le 28 juin 1945[2].
- Pierre Peter (résistant de l'intérieur), né le 27 juillet 1921 à Riespach est secrétaire de mairie de son village natal et le fils du maire en poste pendant la guerre. Dans la nuit du 10 au 11 février 1943, il s'évade d'Alsace en guidant une colonne de 183 jeunes hommes fuyants l'incorporation de force dans l'armée allemande. Ce groupe, connu par la suite sous le nom de Espenkolonne du nom de la croix de l’Espen d’où ils partirent, rejoint la Suisse après sept heures de marche dans la neige. En représailles, leurs familles sont déportées par les Allemands en application de la Sippenhaft « responsabilité du clan » ou « de la parenté ». Le 14 octobre 1944, il s'engage dans le Groupe Mobile d'Alsace (GMA) Suisse et combat au sein du 1er bataillon de chasseurs à pied (BCP) jusqu'à sa démobilisation le 12 décembre 1944[2].
- Edmond Pettermann (résistant déporté), né le 25 mai 1903 à Houssen, est contrôleur du Trésor. En 1944, il fait partie des 42 officiers de réserve alsaciens déportés au camp de concentration de Neuengamme pour avoir refusé de s'engager dans la Waffen SS. Il est libéré à Wöbbelin par l'armée américaine le 2 mai 1945. Il retrouve sa famille à Châtenois le 19 mai 1945 et fait la connaissance de sa petite-fille née pendant sa déportation.

- Jeanne Pfendler (internée résistante), née Jenny le 16 janvier 1924 à Hagenthal-le-Bas est la fille d'un cafetier suisse émigré en France avant la guerre. Elle travaille dans l'établissement de ses parents situé à quelques centaines de mètres de la frontière suisse qui est matérialisée par la rivière Lertzbach. Très vite la position du village entraine l'afflux de prisonniers de guerre évadés et autres fugitifs. Spontanément, Jeanne Pfendler effectue des centaines de passages de nuit. Son action est connue des réseaux d'évasion comme celui d'Auguste Riegel, qui lui envoie des évadés. Régulièrement, elle passe clandestinement la frontière pour transmettre les messages et informations militaires entre Paul Winter alias « commandant Daniel » et Julien Dungler du consulat général de France à Bâle qui les envoie à Londres. Le 28 août 1944, sur dénonciation, Jeanne Pfendler est arrêtée mais s'évade le soir même. Elle se réfugie dans une annexe du café de ses parents qui sont avertis par un douanier, ami de la famille, d'une fouille imminente de l'établissement. Elle franchit la frontière dans la nuit du 2 au 3 septembre 1944. Jeanne Pfendler est condamnée à mort par contumace. Elle a fait passer clandestinement la frontière suisse à 604 personnes. Les membres de sa famille ne seront pas inquiétés car ils sont suisses. Jeanne Jenny opte pour la nationalité française quand elle se marie avec Monsieur Pfendler le 11 septembre 1945[2].

## Q
- Haut – A
- B
- C
- D
- E
- F
- G
- H
- I
- J
- K
- L
- M
- N
- O
- P
- Q
- R
- S
- T
- U
- V
- W
- X
- Y
- Z

## R
- Haut – A
- B
- C
- D
- E
- F
- G
- H
- I
- J
- K
- L
- M
- N
- O
- P
- Q
- R
- S
- T
- U
- V
- W
- X
- Y
- Z

- René Radius (résistant déporté), né le 13 octobre 1907 à Strasbourg (Bas-Rhin) et mort le 14 novembre 1994 (à 87 ans) dans la même ville, est un homme politique français. Avec d'autres résistants, il crée « Les Gaullistes » une filière d'aide aux prisonniers de guerre (PG) évadés. En février 1941, par l'intermédiaire de Robert Falbisaner, adhère à l'organisation clandestine du docteur vétérinaire Charles Bareiss. En août 1941, il intègre le réseau Klébert-Uranus des Forces Françaises Combattantes (FFC). Le 29 juillet 1942 il est arrêté par la Gestapo et condamné à trois ans de prison. Il est libéré le 4 octobre 1944.

- Raymond Raedel (résistant déporté), né le 2 février 1926 à Holtzheim, est élève au Collège technique de l'Ill. Il a 14 ans quand il s'engage dans le mouvement de Résistance Légion C 40 en 1940. Il est arrêté dans la nuit du 3 au 4 octobre 1940 et interné à la prison de la rue du Fil à Strasbourg puis libéré. Le 7 novembre 1940, il est, une seconde fois, arrêté par la Gestapo et  interné le 9 novembre au  centre de redressement de Sinsheim d'où il est libéré le 22 décembre 1940.

- René Reinold (résistant déporté), né le 1er janvier 1926 à Soulzmatt, est élève au Lycée technique de Mulhouse. Il a 14 ans quand il s'engage dans le mouvement de Résistance Légion C 40 en 1940. Il est arrêté dans la nuit du 3 au 4 octobre 1940 et interné, à partir du 30, au centre de redressement de Sinsheim d'où il est libéré le 15 janvier 1941.

- Paul Reiss (résistant de l'intérieur) alias « Raymond », né le 24 mars 1901 à Strasbourg est professeur à la faculté de médecine de l'université de Strasbourg repliée à Clermont-Ferrand. Il rejoint la Résistance et devient responsable de l'infirmerie centrale des Forces françaises de l'intérieur (FFI) du Mont Mouchet. Il est exécuté, avec son infirmière et ses blessés par les Allemands le 22 juin 1944 au hameau d'Estramiac sur la commune de Saint-Just.

- Joseph Rey (résistant déporté) est un homme politique français, né le 10 septembre 1899 à Colmar (Haut-Rhin) et mort le 26 juillet 1990 (à 90 ans) à Colmar (Haut-Rhin). C'est un des artisans de la réconciliation franco-allemande et un militant actif de la construction européenne. il adhère à l'organisation clandestine du docteur Charles Bareiss. En février-mars 1942, il participe à la diffusion du « Rapport économique [Note 2]» ainsi que du « Rapport d'Alsace » de Robert Heitz[Note 3]. À la suite d'une dénonciation, il est arrêté par la Gestapo le 1er avril 1942. Il est libéré le 25 avril 1945 par l'armée française.

- Auguste Riegel (résistant de l'intérieur) alias « Oncle Auguste » ou « Tante Augustine », né le 15 avril 1887 à Belfort, est le chef des établissements Clemessy à l'arrivée des Allemands à Mulhouse. Il s'engage dans la résistance au sein de son entreprise et André Clemessy, directeur de la société, intègre son organisation. Par l'intermédiaire de Paul Winter, il rejoint rapidement la Septième colonne d'Alsace (réseau Martial) dont il devient le responsable du secteur de Mulhouse avec Raymond Berchtold. Son bureau devient son PC. Il participe à l'organisation de filières d'évasions et coopère avec d'autres organisations comme le réseau Uranus-Kléber des Forces françaises combattantes (FFC) ou celui d'André Hug, chef d'un groupe de cheminots résistants à la gare de Saint-Louis. En 1944, Paul Winter le nomme chef d'état-major des Forces Françaises de l'Intérieur (FFI) du Bas-Rhin. Il est membre du Comité départemental de Libération (CDL) puis devient président du Comité de libération de Mulhouse. Après la libération de la ville le 21 novembre 1944, il commande le bataillon des FFI qui combat aux alentours de la ville[2].
- Charles Riehl (résistant déporté), né le 13 avril 1918 Bischheim, est juriste à la chambre de commerce de Strasbourg. En 1944, il fait partie des 42 officiers de réserve alsaciens déportés au camp de concentration de Neuengamme pour avoir refusé de s'engager dans la Waffen SS. Il meurt en déportation en avril 1945.

- Albert Rohmer (résistant déporté), né le 27 décembre 1913 à Huttenheim et mort le 14 juillet 2006 (à 92 ans) à Strasbourg, est un professeur de pédiatrie à la Faculté de médecine de l'Université de Strasbourg repliée à Clermont-Ferrand. À partir de 1er mars 1943, il met ses compétences médicales au service de la résistance au sein de « Résistance Est ». Il est arrêté 8 mars 1944 par la Gestapo puis déporté le 15 juillet 1944 au camp de concentration de Neuengamme et il est affecté au Kommando Beendorf près de Helmstedt. Début 1945, il est interné camp de concentration de Wöbbelin. Il est libéré par l'armée britannique le 2 mai 1945[2]. Albert Rohmer aurait servi de modèle pour le personnage d'Albert, médecin français déporté qui fut affecté à une infirmerie d'un camp de concentration dans le livre de David Rousset, Les jours de notre mort, Hachette Pluriel Reference, décembre 2012, 994 p. (ISBN 2818503299, EAN 978-2818503294).

- Joseph Rhomer (résistant déporté), né le 1er septembre 1914 à Turckheim, est huissier de Justice. En 1944, il fait partie des 42 officiers de réserve alsaciens déportés au camp de concentration de Neuengamme pour avoir refusé de s'engager dans la Waffen SS. Il est envoyé à un Kommando à Hambourg-Bullenhuser où il est affecté au déminage des bombes alliées non explosées. Il y meurt le 28 décembre 1944.

- Albert Rombourg (résistant déporté), né le 17 janvier 1914 à Reichshoffen, est instituteur. Il est arrêté par les Allemands le 27 janvier 1943 à Malsch pour aide à l'évasion. Il est interné à Mannheim, transféré au camp de sûreté de Vorbruck-Schirmeck d'où il est relâché le 27 mai 1943. En 1944, il fait partie des 42 officiers de réserve alsaciens déportés au camp de concentration de Neuengamme pour avoir refusé de s'engager dans la Waffen SS. Le 17 avril 1945, il est transféré à Sandbostel. Le 29 avril 1945, il est libéré par l'armée britannique. Il arrive à Strasbourg le 10 juin, mais son état de santé ne lui permet de rentrer dans sa famille, à Reichhoffen, que le 20 juillet 1945.

- Pierre Ruetsch, travaille dans une entreprise allemande à Altkirch, incorporable dans le RAD, il passe en Suisse le 3 février 1942 et rejoint la zone libre où il s'engage dans le 151e régiment d'infanterie. Ce dernier est dissous après l'invasion de la zone libre. Il intègre le maquis de Pontgibaud du GMA sud qui deviendra brigade indépendante Alsace-Lorraine au sein de la première armée française. Avec elle, il participe à la libération de l'Alsace[11].
- Camille, Georges Ruff (interné résistant), né le 27 juillet 1898 à Strasbourg, est fondé de pouvoir aux établissements Simon-Loeb à Strasbourg, il réside à Eckbolsheim où il cache des armes et des munitions. Il est responsable du secteur Strasbourg-campagne au sein de l'organisation clandestine du docteur vétérinaire Charles Bareiss. Capturé par les Allemands, il se suicide le 9 juillet 1942 (à 43 ans) en détention. Sa mort évite la capture des résistants du secteur dont il a la responsabilité.

- Jules Ruhfel (interné résistant), né le 2 août 1909 à Strasbourg est  chef de service à la Caisse d'épargne de Strasbourg. Il est fait prisonnier de guerre par les Allemands le 27 juin 1940 au Donon  et libéré peu de temps après en qualité d'Alsacien « de souche allemande ». Il rejoint sa famille en Dordogne où il devient le responsable de la Résistance départementale. Le 21 février 1944, il est arrêté par la Gestapo et interné à la prison de Limoges. Il est fusillé en représailles d'un attentat contre l'occupant le 26 mars 1944 à Brantôme.

- Yves Ruhlmann (résistant déporté), né le 15 septembre 1926 à Mulhouse, est élève à l'Ecole Primaire Supérieure (EPS). Il a 14 ans quand, avec des camarades de classe, il crée la Légion C 40 en juillet 1940. Il est responsable du service de renseignements de l'organisation clandestine. Il est arrêté dans la nuit du 3 au 4 octobre 1940 et interné, à partir du 30, au centre de redressement de Sinsheim d'où il est libéré le 22 décembre 1940. Avec Fernand Demouge et Raymond Sick, il recrée une nouvelle organisation appelée « Mission Z799 » qui édite un mensuel clandestin de huit à dix pages de novembre 1943 à mai 1944. En se mutilant, il parvient à éviter son incorporation de force dans l'armée allemande.

## S
- Haut – A
- B
- C
- D
- E
- F
- G
- H
- I
- J
- K
- L
- M
- N
- O
- P
- Q
- R
- S
- T
- U
- V
- W
- X
- Y
- Z

- Jean-Paul Sac (résistant de l'intérieur), né le 14 décembre 1927 à Mulhouse est un étudiant. Avec son père, il participe à la filière d'évasion de la famille Lutenbacher membre de la Septième colonne d'Alsace. Il est arrêté avec d'autres membres du réseau dont son père. Il s'évade au moment de son exécution. Quelques semaines plus tard, alors qu'il guide dans les Vosges le Corps franc Pommiès, il est mortellement blessé et meurt à l'âge de 16 ans.

- Marie-Louise Schaeffer voir Marie-Louise Daul dans cet article.
- Lucien Schiffmann (résistant de l'intérieur) alias « Demoiselle », né le 6 avril 1911 à Strasbourg, est médecin et l'un des assistants du professeur René Fontaine à la cité sanitaire de Clairvivre. Ce dernier lui confie la gestion d'une équipe chirurgicale mobile pour la Résistance de Dordogne. Le 21 juin 1944, il installe son équipe à Lamonzie-Montastruc pour soutenir les maquisards qui se battent à Mouleydier. Il est fait prisonnier par les Allemands dans la région de Vergt et transféré à Périgueux où il est fusillé deux mois plus tard, le 17 août. À la Libération, sa dépouille est exhumée et ses cendres transférées à Strasbourg, au cimetière israélite de Cronenbourg[27].
- Camille Schneider, né le 29 novembre 1900 à Molsheim, est un enseignant d'École normale, homme de lettres. En novembre 1940, Il crée, à Strasbourg , l'un des premiers journaux clandestins français, L'Alsace - Journal libre, durant l'Occupation. 37 numéros sont publiés, sous le pseudonyme de R.W., allusion au Gauleiter Robert Wagner.

- Claude Schreiber (mort pour la France), né le 14 février 1923, à Strasbourg, est un assistant du professeur René Louis Fontaine[20]. Il réalise de nombreuses opérations chirurgicales clandestines dans les maquis ou à l'Hôpital des réfugiés de Dordogne. Le 7 juin 1944, il est arrêté avec les docteurs Bernard Labrue, Roland Paul Erhart et Delarge par des Francs-tireurs et partisans (FTP) à la suite d'une dénonciation. Ils sont conduits au camp des résistants, au lieu-dit Fer à Cheval sur la commune de Clermont-d'Excideuil. Après un interrogatoire sommaire, ils sont abattus par les FTP. Le 27 juillet 1945, la préfecture de la Dordogne, indique que les enquêtes approfondies effectuées par les inspecteurs de la police spéciale de la Dordogne et les services de sûreté de la 20e brigade mobile ont révélé que les accusations, qui ont mené à la mort des médecins, sont dénuées de fondement[21].
- Marie Schuler voir Marie Aveline.
- Jean-Paul Serret-Mangold (résistant de l'intérieur), né le 25 juin 1924, est le fils de Charles Mangold  chef de l'Armée secrète (AS)  de Dordogne-centre. En septembre 1939, il suit sa famille réfugiée à Périgueux en Dordogne et reprend ses études au lycée professionnel de Claveille. En mars 1942, il s'engage dans l'armée de l'air de l'armée d'armistice. A la dissolution de cette dernière, il aide à cacher les armes et le matériel du 26e régiment d'infanterie pour le compte de Organisation de Résistance de l'Armée (ORA). Avec son père, il rejoint le groupe « Roland », dépendant de l'Armée secrète (AS) dont il devient l'agent de liaison jusqu'à la libération de la Dordogne en août 1944. Le 3 septembre 1944, il s'engage dans le bataillon « Strasbourg » de la Brigade indépendante Alsace-Lorraine (BAL) au sein de laquelle il finira la guerre. Il est démobilisé en mars 1946.
- Robert Sibler (résistant déporté), né le 19 novembre 1917 à Wintzenheim, est instituteur. En 1944, il fait partie des 42 officiers de réserve alsaciens déportés au camp de concentration de Neuengamme pour avoir refusé de s'engager dans la Waffen SS. Il est libéré par l'armée britannique le 2 mai 1945. Trop affaibli, il n'est pas transportable avant la fin juillet et rentre dans sa famille début août.

- Raymond Sick (résistant déporté), né le 20 mai 1925 à Ingersheim, est élève à l'Ecole pratique de Commerce et de l'Industrie de Mulhouse. Il a 15 ans quand, avec des camarades de classe, il crée la Légion C 40 en juillet 1940. Au sein de l'organisation, il crée et gère la section à Wittenheim. Il est arrêté dans la nuit du 3 au 4 octobre 1940 et interné, à partir du 30, au centre de redressement de Sinsheim d'où il est libéré le 22 décembre 1940. Avec Fernand Demouge et Yves Ruhlmann, il recrée une nouvelle organisation appelée « Mission Z799 » qui édite un mensuel clandestin de huit à dix pages de novembre 1943 à mai 1944. En 1943, il est incorporé de force dans la Wehrmacht et affecté en Pologne puis sur le front de l'Est. Il meurt le 16 août 1944, près de Tartu. Il est déclaré Mort pour la France[2],[6].

- Roger Sick (déporté politique), né le 30 octobre 1917 à Wittenheim, est instituteur et lieutenant de réserve mobilisé en 1939-1940. Il est l'oncle de Raymond Sick qui est l'un des fondateurs du mouvement de Résistance Légion C 40. Il lui prodigue ses conseils et récupère les renseignements collectés pour les transmettre aux services de renseignement de Vichy. À la suite du démentellement de la Légion C40, il est arrêté en octobre 1940 par la Gestapo. Il est détenu à Fribourg-en-Brisgau, puis à la prison Alt-Moabit de Berlin. Le 18 avril 1941, il est jugé par le Reichskriegsgericht (« tribunal de guerre du Reich ») qui le condamne à la détention à vie. Le 7 août 1941, il est déporté à Bützow. Il meurt en déportation. Il reçoit la médaille de la Résistance à titre posthume par décret du 31 mars 1947[2],[15].

- Alphonse Siegrist (résistant de l'intérieur), né le 17 avril 1917 à Strasbourg, est inspecteur de police dans cette ville. Le 22 juin 1940, à Saint-Benoît-la-Chipotte, il est capturé par les Allemands mais s'évade le lendemain[2]. Il est affecté à Limoges comme adjoint de l'Intendant de la Police régionale. Il peut consulter de nombreux documents et fournit de précieux renseignements à la Résistance. Il prévient les personnes devant être arrêtées[28]. En 1942, il adhère à la Septième colonne d'Alsace (réseau Martial). Avec Jules Dillenseger et Ernest Huber il recrute des jeunes Alsaciens Lorrains pour former le futur Groupe Mobile Alsace Sud (GMA Sud) dont il est l'un des organisateurs pour le secteur de Limoges[2]. Le 6 avril 1944, il échappe de justesse à une arrestation par la Gestapo. Le 6 juin 1944, il rejoint le groupement GAO-Jugie de l'Armée Secrète (AS). Le 14 août 1944, il sert d'interprète lors de la capitulation de la garnison allemande de Brive[28]. Il participe à la libération de l'Alsace au sein de GMA Sud qui devient la Brigade Indépendante Alsace-Lorraine. Puis il s'engage dans le 9e régiment de Zouaves. Il meurt au combat le 10 avril 1945 à Malsch (Allemagne)[2].

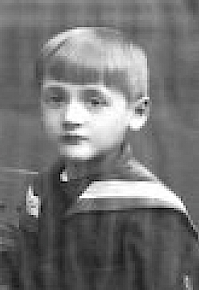
Ceslav Sieradzki

- Ceslav SieradzkiCeslav Sieradzki (résistant de l'intérieur), en polonais Czesław Sieradzki, né le 16 juillet 1925 à Barr, est un orphelin, apprenti boulanger d'origine polonaise, assassiné par les nazis le 12 décembre 1941 (à 16 ans) au camp de sureté de Vorbruck-Schirmeck. Il appartient au groupe « La Main noire » fondée et dirigée par Marcel Weinum. En mai 1941, il est arrêté avec ce dernier en tentant de prendre contact avec un agent du consulat britannique de Bâle. Il est abattu sommairement au camp de sureté de Vorbruck-Schirmeck. Le communiqué officiel du Reichsführer SS, chef de la police allemande, annonce que Ceslav Sieradzki a été fusillé « wegen Widerstandes » (« pour cause de résistance »). C'est la première fois qu'est employé ce terme de « résistance » pendant la Seconde Guerre mondiale.

- Paul Staedel (résistant de l'intérieur), né le 2 novembre 1922 à Strasbourg, appartient au groupe de résistants Feuille de Lierre. Il y est responsable de la filière d'évasion. Le 2 août 1941, pour éviter son incorporation de force au Reichsarebitsdienst (RAD), il s'évade d'Alsace et rejoint le groupe Le Coq enchaîné à Vaulx-en-Velin près de Lyon en passant par la Suisse. Il revient combattre en Alsace en 1944 avec les Forces Françaises de l'Intérieur (FFI).
- Martin Stoll (résistant déporté), né le 7 septembre 1913 à Kaysersberg, est professeur de lycée à Colmar puis requis pour aller travailler à Karlsruhe du 16 avril 1941 au 31 mai 1944. Cette année-là, il fait partie des 42 officiers de réserve alsaciens déportés au camp de concentration de Neuengamme pour avoir refusé de s'engager dans la Waffen SS.  Vers le 6 avril 1945, il profite d'un transfert à pied vers le camp de Bergen-Belsen pour s'évader. Le 18 avril 1945, il est pris en charge par l'armée britannique à Luneburg et retrouve sa famille à Kaysersberg le 2 mai 1945.

- Joseph Storck (résistant de l'intérieur), né le 16 août 1897 à Guebwiller est un enseignant français, proviseur du lycée Gay-Lussac, qui sauve de nombreux élèves juifs durant la Seconde Guerre mondiale. Il reçoit à titre posthume le titre de Juste parmi les nations le 14 juin 1998, du mémorial de Yad Vashem.

- René Stouvenel (résistant de l'intérieur), né le 2 avril 1906 à Wisches, est un garagiste de ce village. Il organise le passage de la frontière entre l'Alsace annexée et la zone occupée de prisonniers de guerre puis d'agents de liaison. Il crée le « Corps Franc de la Haute Vallée de La Bruche » qui assure, entre autres, le convoyage de Marcel Kibler et Jean Eschbach qui se rendent aux réunions de Grendelbruch en juin et juillet 1944. Il est responsable des Forces françaises de l'intérieur (FFI) de la vallée de la Bruche

- Charles Streicher (interné), est élève au Collège technique de l'Ill. ll a 16 ans quand il s'engage dans le mouvement de Résistance Légion C 40 en juillet 1940. Il est arrêté par la Gestapo le 4 octobre 1940, et interné à la prison de la rue du Fil à Strasbourg, puis transféré le 30 au centre de redressement de Sinsheim. Il est libéré le 24 décembre 1940 et expulsé avec ses parents par les Allemands.

## T
- Haut – A
- B
- C
- D
- E
- F
- G
- H
- I
- J
- K
- L
- M
- N
- O
- P
- Q
- R
- S
- T
- U
- V
- W
- X
- Y
- Z

- Joseph Thuet (résistant déporté), né le 18 avril 1914 à Colmar, est inspecteur des douanes auprès de l'administration des Douanes allemandes à Colmar. En 1944, il fait partie des 42 officiers de réserve alsaciens déportés au camp de concentration de Neuengamme pour avoir refusé de s'engager dans la Waffen SS. Le 13 avril 1945, il est transféré au camp de Sandbostel. À son arrivée, Claude Blum, un prisonnier de guerre, camarade du Lycée Bartholdi, lui fait franchir la limite entre le camp des déportés et celui des prisonniers de guerre. Il devient le sergent « Dupuy » et il est pris en charge par les médecins du camp jusqu'à l'arrivée de l'armée britannique le 29 avril 1945. Il rentre chez lui le 25 mai 1945.

## U
- Haut – A
- B
- C
- D
- E
- F
- G
- H
- I
- J
- K
- L
- M
- N
- O
- P
- Q
- R
- S
- T
- U
- V
- W
- X
- Y
- Z

- Daniel Ungemach (résistant de l'intérieur), né le 27 janvier 1912 à Strasbourg, est rédacteur au secrétariat particulier du cabinet du préfet de police de Paris. Il choisit de prendre le nom de famille de sa mère après la séparation de ses parents et devient Daniel Bénédite. En octobre 1940, il devient le trésorier du Comité Américain de Secours dirigé par Varian Fry. En septembre 1941, lorsque ce dernier est arrêté par les Allemands, il en prend la direction. Il est arrêté plusieurs fois mais relaxé. Il participe à la création du réseau Tartane-Masséna puis adhère au réseau Franc-Tireur et entre dans la clandestinité. En mai 1944, il est, une nouvelle fois, arrêté et libéré en août par les FFI.

- Anne-Marie Uter (résistante déportée) voir Anne-Marie Muller.

## V
- Haut – A
- B
- C
- D
- E
- F
- G
- H
- I
- J
- K
- L
- M
- N
- O
- P
- Q
- R
- S
- T
- U
- V
- W
- X
- Y
- Z

- Louis Voegtli (résistant déporté), né le 30 décembre 1896 à Wintzenheim est un boulanger, maire de Wintzenheim. Il est membre du Réseau Kléber-Uranus. Il permit à de nombreux prisonniers de guerre (PG) français de quitter l'Alsace annexée de fait en traversant les Vosges. Grâce à sa fonction de maire, il fournit des renseignements à son réseau. Il est arrêté lors du démantèlement du réseau Kléber. Condamné, il est affecté à un Himmelfahrtskommando (« Kommando pour l'ascension au ciel ») assurant le déminage des bombes alliées non explosées. Il est tué pendant le désamorçage d'une bombe de 10 tonnes.

- Henri Vogel (résistant déporté), né le 8 juin 1912 à Sainte-Marie-aux-Mines, est agriculteur technique de viticulture à Barr. En 1944, il fait partie des 42 officiers de réserve alsaciens déportés au camp de concentration de Neuengamme pour avoir refusé de s'engager dans la Waffen SS. Il est affecté au Kommando de Wöbbelin où il est libéré par l'armée britannique le 2 mai 1945. Il revient dans sa famille le 3 juin 1945.

- Charles Vuillard (résistant déporté), né le 25 juin 1899 à Saint-Amarin. Chef d'entreprise, membre du réseau SR Uranus-Kléber; arrêté par la Gestapo le 25 juin 1942 à Strasbourg, interné à Kehl, jugé par le 4ème Sénat du Reichskriegsgericht qui le condamne à mort commuée en peine de prison le 15 août 1943. Il est déporté le 5 juillet 1943 à Bruchsal puis Ludwigsburg et enfin le 25 novembre 1944 à Zwickau. Il meurt de la tuberculose en déportation le 25 février 1945[29],[11].

## W
- Haut – A
- B
- C
- D
- E
- F
- G
- H
- I
- J
- K
- L
- M
- N
- O
- P
- Q
- R
- S
- T
- U
- V
- W
- X
- Y
- Z

- Louis Warth (déporté politique), né le 9 juin 1925 à Illkirch-Graffenstaden, est apprenti dessinateur. Il est un des dirigeants du groupe de résistants Feuille de Lierre. Après la défaite de 1940, il fait passer avec Edmond Erb la frontière aux prisonniers de guerre. Ils établissent des filières passant par Fouday et Ranrupt. Quand Edmond Erb crée la Feuille de Lierre, il rejoint le groupe et participe à ses actions. Lors du démantèlement de son groupe, il est arrêté par la Gestapo le 28 juillet 1941. Il est interné au camp de sûreté de Vorbruck-Schirmeck le 6 août 1941. Il est libéré le 28 mars 1942. Il est déclaré inapte au service militaire et finit la guerre en travaillant à la Société Alsacienne de Construction Mécanique (SACM) d'Illkirch-Graffenstaden.

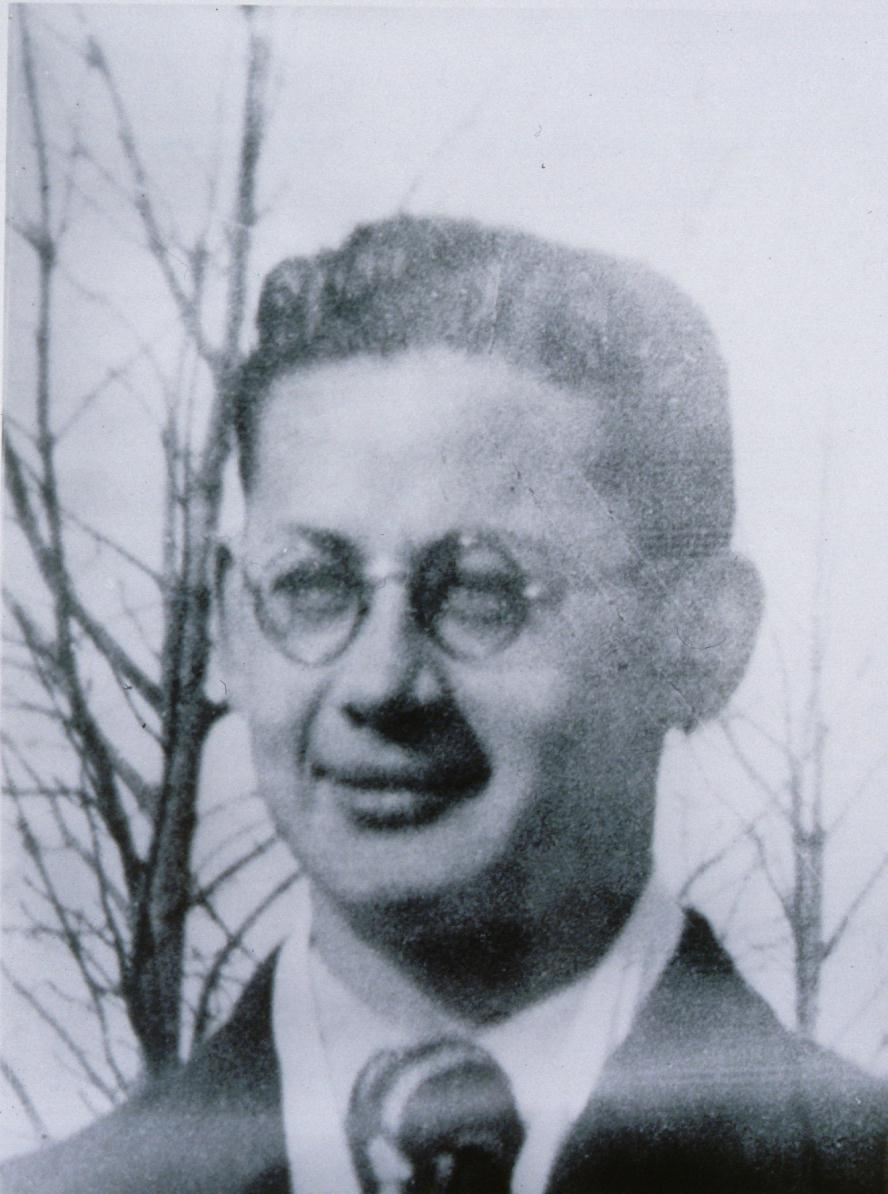
Marcel Weinum

- Marcel WeinumMarcel Weinum (résistant déporté) est né à Brumath, au nord de Strasbourg, le 5 février 1924. En septembre 1940, alors qu’il n’a que 16 ans, il crée à Strasbourg, le réseau de Résistance « La Main Noire » composé de 25 jeunes de 14 à 16 ans, presque tous apprentis et fils d’ouvriers. Presque tous agissent à l’insu de leurs parents. Le groupe est spécialisé dans la contre-propagande, le sabotage, et le renseignement. Il réalise, entre autres, l'attentat contre la voiture du gauleiter Robert Wagner. Le 20 mai 1941, Marcel Weinum et son camarade Ceslav Sieradzki sont arrêtés en tentant de prendre contact avec un agent du consulat britannique de Bâle. Il est condamné à mort et décapité le 14 avril 1942 à Stuttgart, en Allemagne.

- Emmy Weisheimer (résistante déportée), née le 20 novembre 1918 à Strasbourg, est une employée de mairie et cheftaine chez les Scouts de France. Elle s'engage dès 1940 aux côtés de Lucienne Welschinger avant la création de du réseau de passeur l'Équipe Pur Sang. Au sein de ce dernier, avec l'aide de ses parents, elle gère l'hébergement et le ravitaillement des prisonniers évadés. Elle est arrêtée par la Gestapo le 25 mars 1942 à Strasbourg. Le 30 avril 1942, elle est internée au  camp de sûreté de Vorbruck-Schirmeck. Le 22 janvier 1943, elle est jugée avec les autres membre du réseau à Strasbourg, par le Volksgerichtshof. Le 26 janvier 1943, elle est condamnée à une peine de huit années de prison. Le 5 février 1943, elle est déportée à Karlsruhe, transférée le 15 à la maison centrale de Ziegenhain puis le 29 mars 1945 à Hambourg. Le 21 avril 1945, elle est libérée par l'armée britannique et rapatriée en France le 25.

- Lucie Welker (résistante déportée), née le 30 mars 1920 à Strasbourg, est infirmière au centre radiologique des Hospices civils de Strasbourg et assistante cheftaine chez les Scouts de France. Elle est membre du réseau d'évasions l'Équipe Pur Sang. Alors qu'elle rentrait de mission en zone libre, elle est arrêtée par les Allemands le 28 février 1942 à la gare d'Avricourt et détenue à Sarrebourg. Elle est transférée le 28 février 1941 à Strasbourg, le 15 mars 19411 à Kehl puis le 8 mai 1942 au camp de sûreté de Vorbruck-Schirmeck. Le 22 janvier 1943, elle est jugée avec les autres membre du réseau à Strasbourg, par le Volksgerichtshof. Le 26 janvier 1943, elle est condamnée à une peine de quinze années de travaux forcés pour aide à l'ennemi. Elle est déportée le 5 mars 1942 à la Maison Centrale de Ziegenhain puis le 25 mars 1945 à Hambourg. Le 2 mai 1945, elle est libérée par l'armée britannique et rapatriée en France le 28.

- Lucienne Welschinger (résistante déportée), née le 18 octobre 1911 à Belfort et morte le 23 janvier 2001 (à 81 ans) à Haguenau, est une cheftaine scout des Guides de France (GDF). Elle fonde le réseau d'évasion « Équipe Pur Sang ». Elle est arrêtée par la Gestapo le 12 mars 1942  et déportée. Elle est libérée par l'armée américaine en mai 1945.

- Émile Wendling (résistant déporté), né le 10 mai 1913 à Rockerhausen, est un batelier du Rhin  pour la compagnie de navigation fluviale Vongerichten à Illkirch-Graffenstaden. Dans un premier temps, à bord de la péniche La Pierre, il fait passer en Suisse des prisonniers de guerre évadés, puis, en septembre 1942, il remet, à Lucien Jacob, un rapport détaillé  sur l'efficacité des bombardements alliés (résultats, effet sur le moral de la population, défense anti-aérienne…) contre les installations portuaires le long du Rhin et les canaux de la région. À la suite d'une dénonciation, il est arrêté le 29 octobre 1942 par la Gestapo. Il est condamné à mort par le 4e Sénat du Reichskriegsgericht et guillotiné le 27 septembre 1943 à la prison Roter Ochse de Halle-an-der-Saale.

- Lucien Werck (résistant de l'intérieur), né le 31 octobre 1919 à Strasbourg est militaire au 158e régiment d'infanterie dont il intègre très rapidement les corps francs. Il est fait prisonnier de guerre par les Allemands le 21 mai 1940 près de Maubeuge, mais il est rapidement libéré en qualité « d'Alsacien de souche allemande ». Il tente de s'évader plusieurs fois d'Alsace annexée de fait, mais échoue. En 1942, il se fait embaucher par l'Organisation Todt qui l'affecte, comme conducteur de travaux, à Bordeaux pour participer à l'aménagement de la base sous-marine. Il devient indispensable comme traducteur entre les ingénieurs allemands et les entreprises françaises réquisitionnées. Le 1er mars 1943, sous les pseudonymes de « Factory » et « Dupuy », il s'engage au sein du réseau Vélite-Thermopyles et lui transmet les plans de la base qu'il recopie. Après une convocation par la Gestapo, le 9 décembre 1943, il décide de rentrer dans la clandestinité et rejoint Nancy où il anime la branche locale du réseau Vélite-Thermopyles. Après avoir échappé à plusieurs arrestations, il se réfugie à Bordeaux où, après la libération de la ville le 29 août 1944, il est affecté au deuxième bureau. Il est muté à Mulhouse puis en janvier 1945 à Strasbourg pour rechercher les collaborateurs et les nazis. Avec 10 camarades, il est empoisonné en Allemagne et meurt le 5 juin 1945 à l'hôpital de Strasbourg[2].
- Yvan Wertz (résistant déporté), né le 8 juin 1912 à Sainte-Marie-aux-Mines, est magistrat à Colmar. En 1944, il fait partie des 42 officiers de réserve alsaciens déportés au camp de concentration de Neuengamme pour avoir refusé de s'engager dans la Waffen SS. Il meurt le  28 avril 1945 à Wöbbelin.

- Charles Wetterwald (résistant déporté), né le 13 novembre 1916 à Fessenheim, est employé de bureau à la Société Alsacienne de Constructions Mécaniques (SACM). En 1944, il fait partie des 42 officiers de réserve alsaciens déportés au camp de concentration de Neuengamme pour avoir refusé de s'engager dans la Waffen SS. Le 29 avril 1945, il est libéré par l'armée britannique à Sandbostel. Il rentre chez lui le 12 juin 1945.

- Ernest Will (résistant déporté), né le 5 mars 1915 à Strasbourg, est rédacteur à la préfecture du Bas-Rhin à Strasbourg. En 1944, il fait partie des 42 officiers de réserve alsaciens déportés au camp de concentration de Neuengamme pour avoir refusé de s'engager dans la Waffen SS. Il est transféré au camp de concentration de Ravensbrück. Il est libéré par l'armée britannique le 2 mai 1945 du camp de concentration de Wöbbelin. Il est rapatrié sur Strasbourg le 27 juin 1945.

- Sœur Marie-Philbertine (résistante déportée), née Marie Wiltz le 20 janvier 1894 à Dambach-la-Ville, est une religieuse de l'Ordre de la Divine Providence. En 1939, elle est la supérieure de l'école Jeanne-d'Arc de Mulhouse. L'établissement est réquisitionné par la Wehrmacht pour loger un officier et son état-major. Malgré cela, elle entre en relation avec Paul Winter et Auguste Riegel de la Septième colonne d'Alsace (réseau Martial) et s'investit dans l'aide à l'évasion des prisonniers de guerre (PG). Elle les cache, les ravitaille et les remet pour le passage de la frontière à la famille Rohmer de l'hôtel de la Bourse à Mulhouse. L'arrestation de cette famille le 30 mars 1942 entraine son arrestation le 27 mai 1942. Elle est internée à la prison de Mulhouse jusqu'au 20 août 1942 puis déportée à la prison de  Berlin-Moabit. Elle est jugée par le Sondergericht, un « tribunal d'exception », le 25 février 1943 à Strasbourg. Elle est défendue par l'avocat André Moser qui plaide la charité chrétienne. Elle est condamnée à une année de prison. Libérée le 15 mai 1943 elle reprend ses activités clandestines de renseignements. En novembre 1944, elle apprend son arrestation imminente et se réfugie en Suisse. Elle revient après la libération de Mulhouse[2].
- Martin Auguste Winterberger (déporté politique), né le 19 décembre 1917 à Dinsheim-sur-Bruche, est le seul Français évadé du camp de concentration de Natzweiler-Struthof. Martin Winterberger est profondément francophile et rejette l'annexion de fait de l'Alsace. Il est arrêté le 15 avril 1941 et envoyé au camp de sureté de Vorbruck-Schirmeck. Sa résistance à la « rééducation » entraine son internement, le 12 novembre 1941, au camp de concentration de Natzweiler-Struthof. Le 4 août 1942, Il s’évade avec quatre autres détenus. Il s'agit de Karl Haas (autrichien), Alfons Christmann (allemand) Joseph Chichosz (polonais) et Joseph Mautner (tchèque). Les prisonniers mettent des uniformes d'officiers SS, volent une voiture officielle et se présentent à la sortie du camp. Les sentinelles leur ouvrent la barrière et leur rendent les honneurs[30]. Martin Winterberger rejoint l'Afrique du Nord et s'engage dans la 1re division française libre (DFL)  avec laquelle il fait la campagne d'Italie, le débarquement de Provence et la libération de l'Alsace.

- Germain Winterhalter (résistant déporté), né le 17 janvier 1928 à Wittenheim, est élève au Lycée technique de Mulhouse. Il a 12 ans quand il s'engage dans le mouvement de Résistance Légion C 40 en juillet 1940. Au sein de l'organisation, il est agent de liaison entre la section de Mulhouse et celle de Wittenheim. Il est arrêté par la Gestapo le 3 octobre 1940 à Kingersheim et interné à Mulhouse puis  transféré le 30 au centre de redressement de Sinsheim. Il est libéré le 16 décembre 1940.

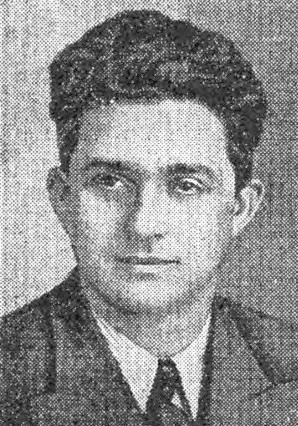
Georges Wodli

- Georges WodliGeorges Wodli (résistant déporté), alias « Jules », né le 15 juillet 1900 à Schweighouse-sur-Moder (Bas-Rhin, alors en territoire allemand), et mort à Strasbourg sous la torture au cours de la nuit du 1er au 2 avril 1943 (à 42 ans), est un cheminot militant communiste, syndicaliste. Il est chargé de rétablir la liaison avec les communistes de la zone annexée. Il revient en Alsace début 1941 où dirige le réseau Wodli, organisant la résistance d'inspiration communiste dans la région. Il est arrêté par la police de Vichy à Chatou (Yvelines) le 30 octobre 1942 et livré à la Gestapo. Il succombe finalement à la torture au siège de la Gestapo, rue Sellénick, à Strasbourg. Son corps est brûlé au four crématoire du camp de concentration du Struthof.

- Alphonse Wolfensberger (résistant déporté), né le 24 juillet 1911 à Volgelsheim, est maraîcher. En 1944, il fait partie des 42 officiers de réserve alsaciens déportés au camp de concentration de Neuengamme pour avoir refusé de s'engager dans la Waffen SS. Il est transféré au camp de concentration de Bergen-Belsen où il tente de s'évader en suivant une colonne de prisonniers allemands, mais constatant qu'il s'agit de volontaires pour l'incorporation dans la Wehrmacht, il abandonne son projet. Il est libéré par l'armée britannique le 15 avril 1945.

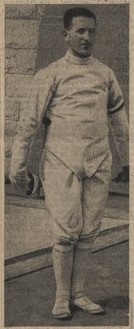
Paul Wormser, escrimeur français, à Berlin en 1936.

- Paul Wormser, escrimeur français, à Berlin en 1936.Paul Wormser (interné résistant), né le 11 juillet 1905 à Colmar, est chef du service de stomatologie de l’hôpital Louis Pasteur de cette ville. Il est médaillé olympique à l'épée en 1936 à Berlin. Il est fait prisonnier par les Allemands alors qu'il portait secours à un résistant blessé. Il est exécuté, le 17 août 1944, avec 29 autres otages lors du massacre du champ de tir de Sainte-Radegonde près de Rodez.

- Hélène Wucher (Résistante de l'intérieur), née Kuntz le 19 janvier 1924 à Mayence, et morte le 20 avril 2019 à Sélestat, est une jeune passeuse. Elle n'a que 16 ans au début de la guerre. Pendant toute la durée du conflit, sans faire partie d'une filière, elle aide de nombreux fugitifs à passer la frontière de l'Alsace annexée.

## X
- Haut – A
- B
- C
- D
- E
- F
- G
- H
- I
- J
- K
- L
- M
- N
- O
- P
- Q
- R
- S
- T
- U
- V
- W
- X
- Y
- Z

## Y
- Haut – A
- B
- C
- D
- E
- F
- G
- H
- I
- J
- K
- L
- M
- N
- O
- P
- Q
- R
- S
- T
- U
- V
- W
- X
- Y
- Z

## Z
- Haut – A
- B
- C
- D
- E
- F
- G
- H
- I
- J
- K
- L
- M
- N
- O
- P
- Q
- R
- S
- T
- U
- V
- W
- X
- Y
- Z

- Paul Zemb (résistant déporté), né le 27 septembre 1917 à Strasbourg, est ingénieur électricien. En 1944, il fait partie des 42 officiers de réserve alsaciens déportés au camp de concentration de Neuengamme pour avoir refusé de s'engager dans la Waffen SS. Il est dirigé sur le Kommando Hambourg-Blohm & Voss, où il meurt le 21 décembre 1944.

- Albert Zimmer (résistant de l'extérieur), né le 12 juillet 1922 à la Wantzenau, est un combattant de la 2e DB mort le 23 novembre 1944 (à 22 ans) en participant à la libération de Strasbourg. En juillet 1941, il s'évade d'Alsace annexée et rejoint l'armée française. Il participe à la libération de la France au sein du 12e RC où il est le chef de char du M4A3 Sherman « Cherbourg ». Il est tué sur le coup par un tir antichar à quelques mètres du pont de Kehl et de la frontière allemande qu'il est le premier à atteindre. Il meurt à quelques kilomètres de chez lui sans revoir sa famille.